# 驻阿根廷外交机构列表

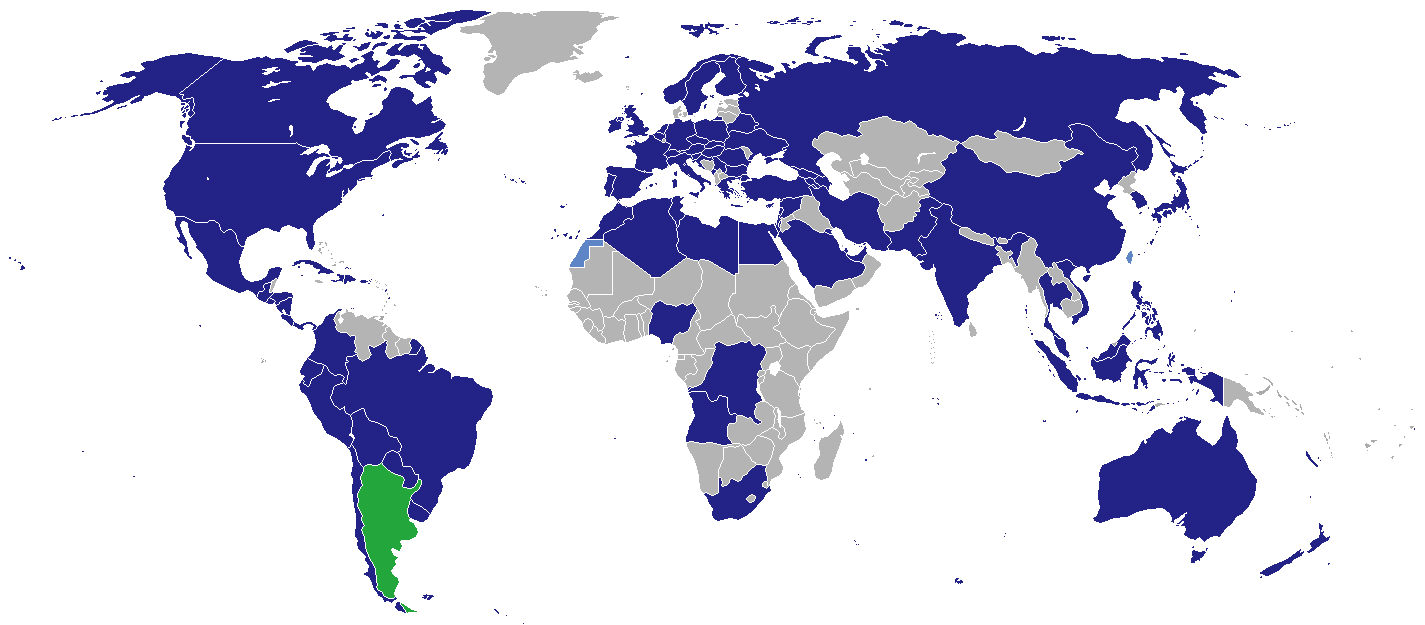
在阿根廷设有大使馆的国家
绿：阿根廷本土
深蓝：设大使馆
浅蓝：设代表处

本列表列举驻在地为阿根廷的外交机构。目前在布宜諾斯艾利斯有86个大使馆，许多国家在阿根廷其他城市设有领事馆（不包括名誉领事馆）。

## 驻布宜諾斯艾利斯外交机构

### 大使馆
- 阿尔及利亚
- 安哥拉
- 亞美尼亞
- 奥地利
- 白俄羅斯
- 比利时
- 玻利维亚
- 巴西（佩雷达宫（英语：Pereda Palace））
- 保加利亚
- 加拿大
- 智利（智利驻阿根廷大使馆（西班牙语：Embajada de Chile en Argentina））
- 中國（中国驻阿根廷大使馆）
- 哥伦比亚（哥伦比亚驻阿根廷大使馆（英语：Embassy of Colombia, Buenos Aires））
- 刚果民主共和国
- 古巴
- 賽普勒斯[1]
- 捷克
- 埃及
- 薩爾瓦多
- 芬兰
- 法國
- 德国
- 希腊
- 海地
- 聖座（教廷驻阿根廷大使馆（英语：Apostolic Nunciature to Argentina））
- 匈牙利
- 印度
- 印度尼西亞（印度尼西亚驻阿根廷大使馆（英语：Embassy of Indonesia, Buenos Aires））
- 伊朗
- 愛爾蘭
- 以色列
- 義大利
- 日本
- 科威特
- 黎巴嫩
- 利比亞
- 马来西亚
- 墨西哥
- 蒙特內哥羅
- 摩洛哥
- 荷蘭
- 新西兰
- 尼加拉瓜
- 奈及利亞
- 挪威
- 巴基斯坦
- 巴勒斯坦
- 巴拿马
- 巴拉圭
- 秘魯
- 菲律賓（详情）
- 波蘭
- 葡萄牙
- 羅馬尼亞
- 俄羅斯
- 圣马力诺[2]
- 沙烏地阿拉伯
- 塞爾維亞
- 斯洛伐克
- 斯洛維尼亞
- 南非
- 馬爾他騎士團
- 西班牙（西班牙驻阿根廷大使馆（英语：Embajada de España en Argentina））
- 瑞典（瑞典驻阿根廷大使馆（英语：Embassy of Sweden, Buenos Aires））
- 瑞士
- 叙利亚
- 泰國
- 突尼西亞
- 土耳其（土耳其驻阿根廷大使馆（英语：Embassy of Turkey, Buenos Aires））
- 乌克兰
- 阿联酋
- 英国（英国驻阿根廷大使馆）
- 美国（博斯宮（英语：Bosch Palace））
- 乌拉圭
- 越南

### 其他代表使团
- 中華民國（臺灣）（駐阿根廷台北商務文化辦事處）
- 欧盟（代表团）

### 使馆画廊

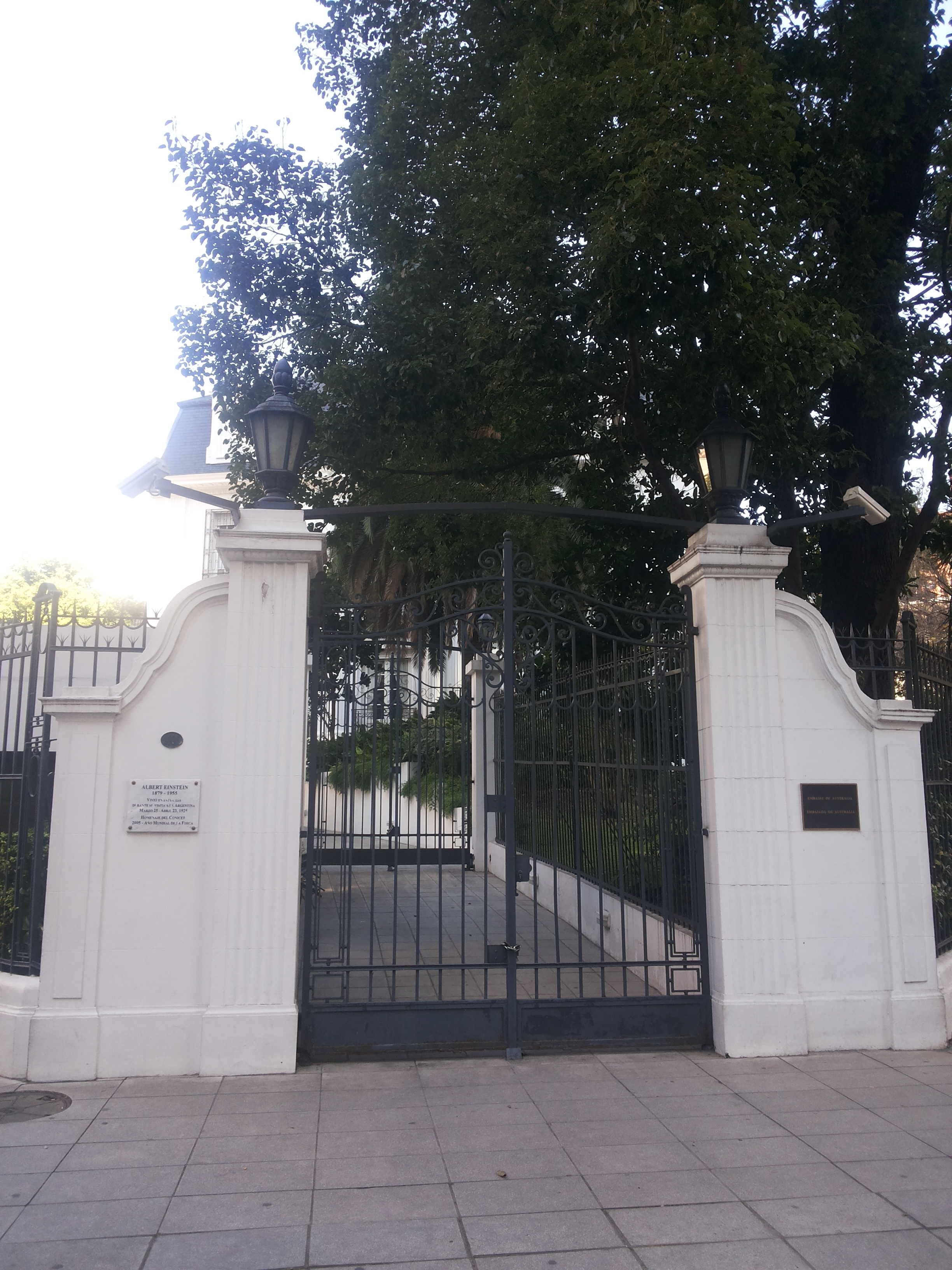
澳大利亚大使馆
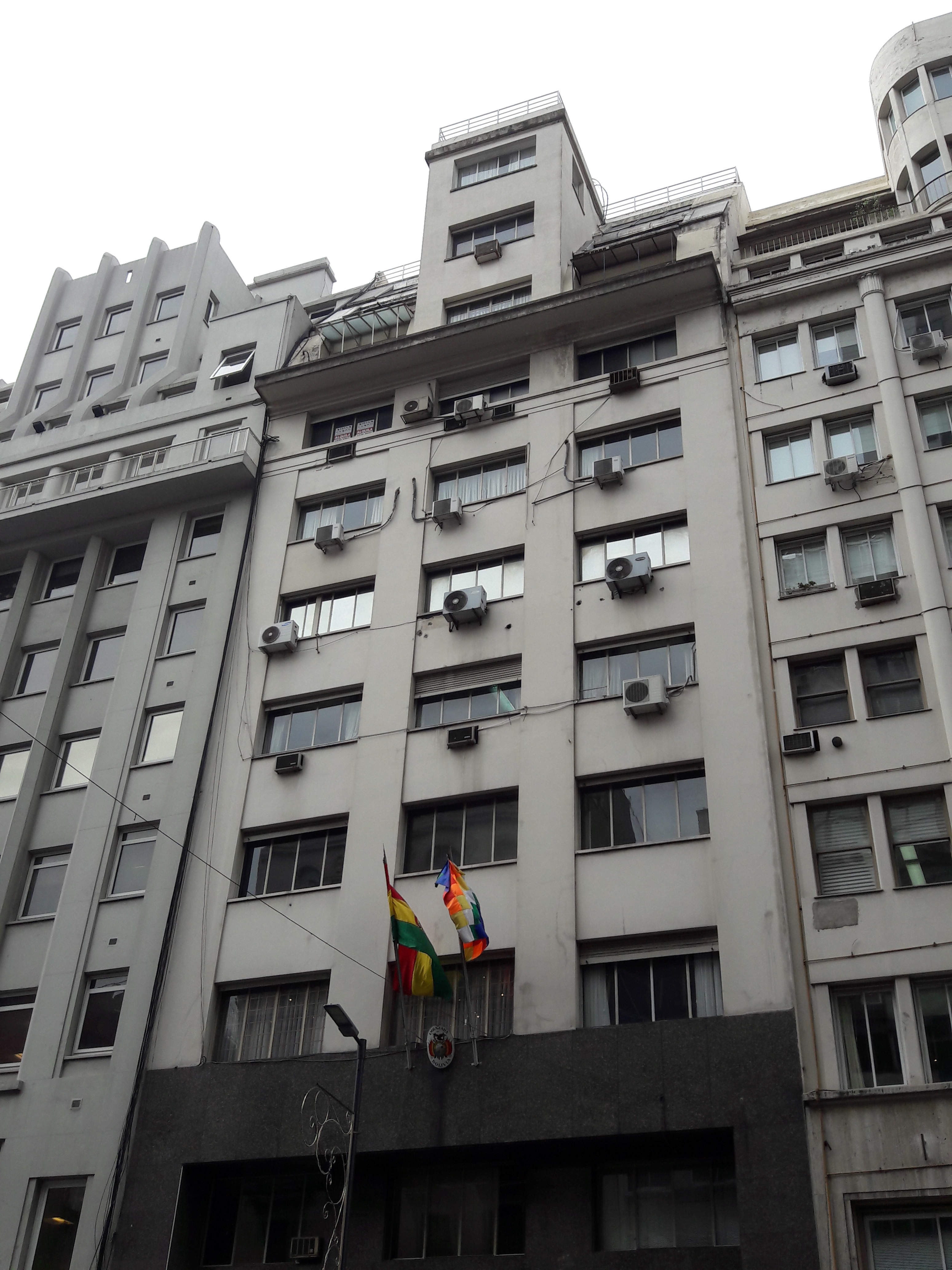
玻利维亚大使馆
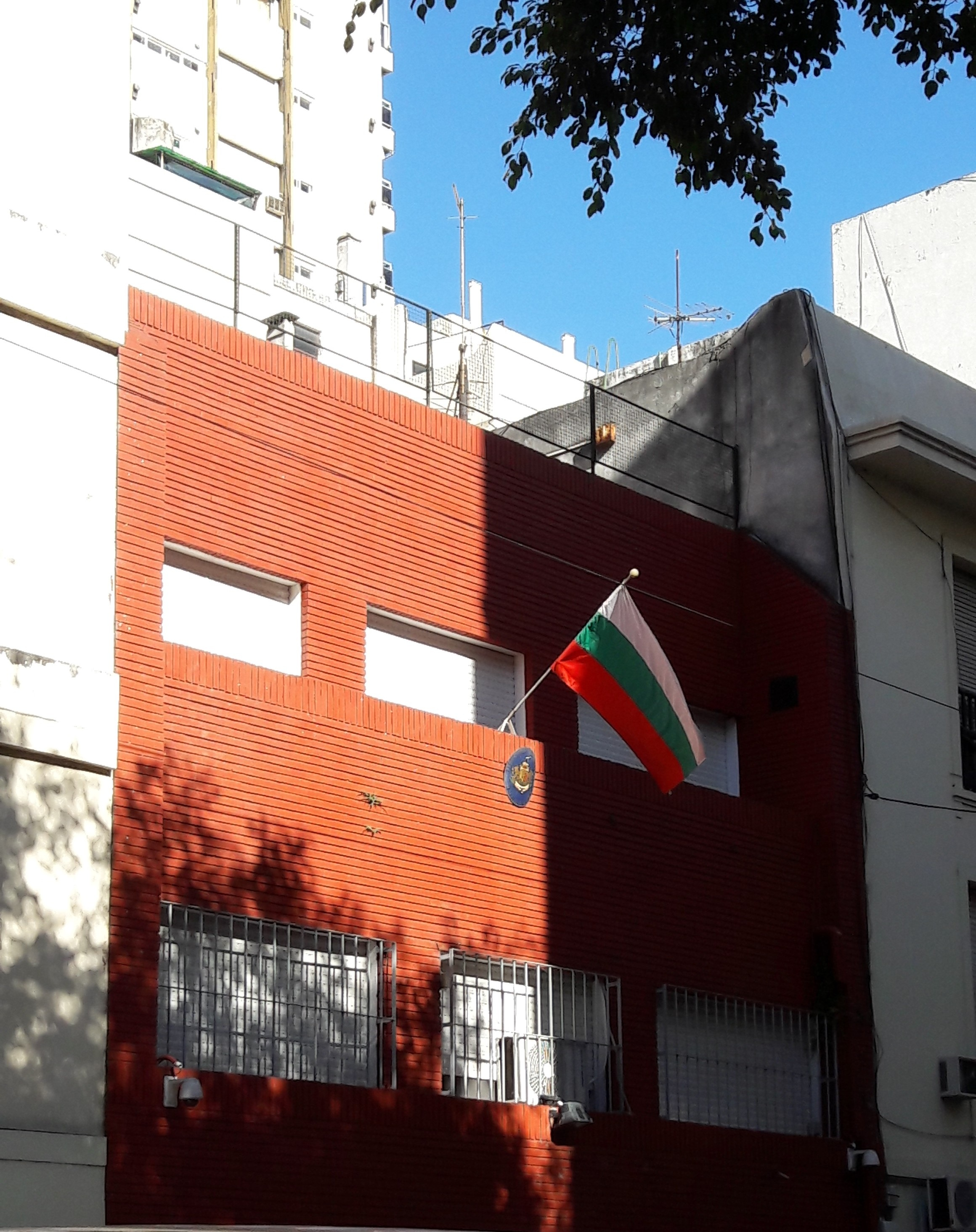
保加利亚大使馆
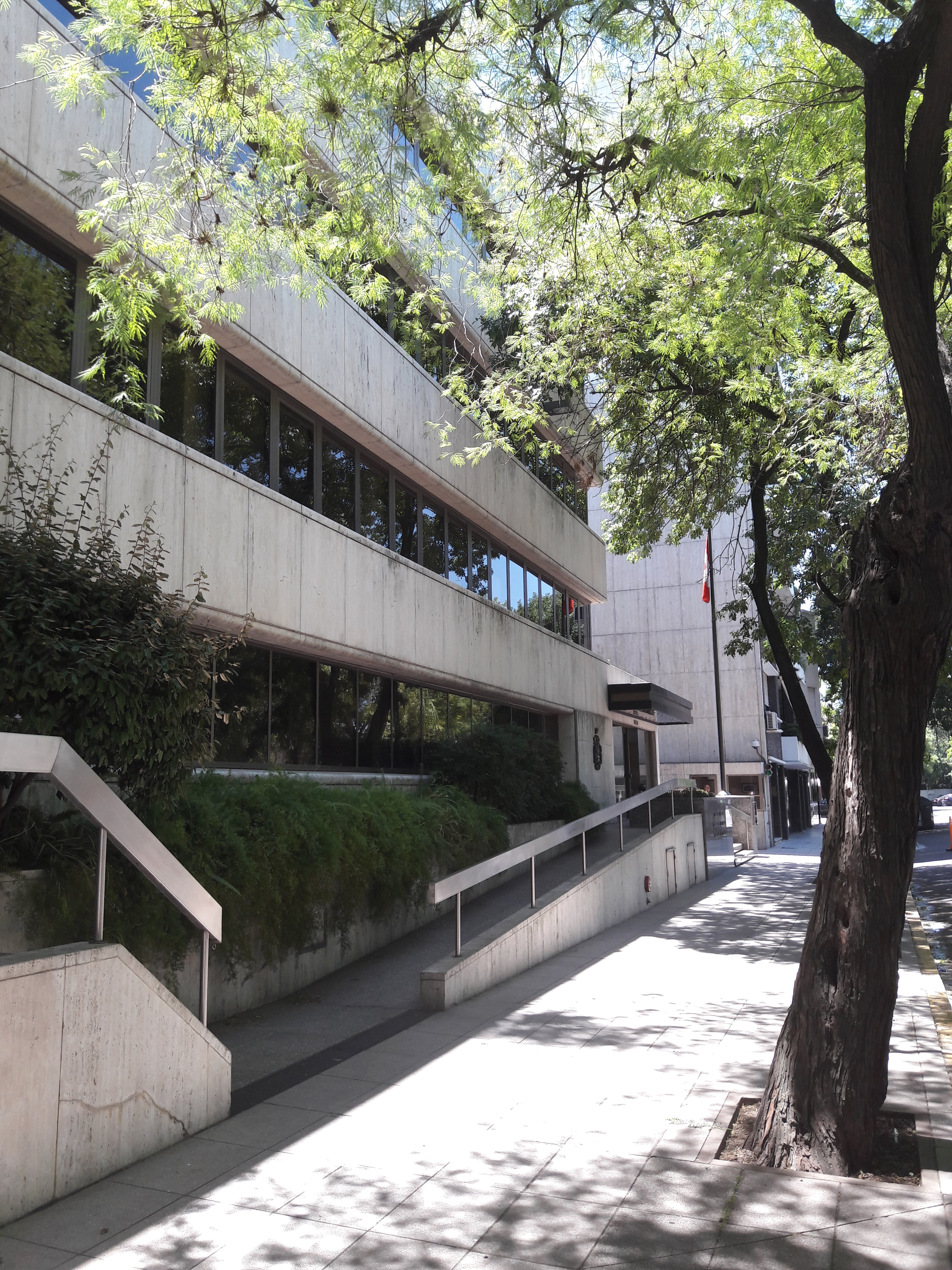
加拿大大使馆
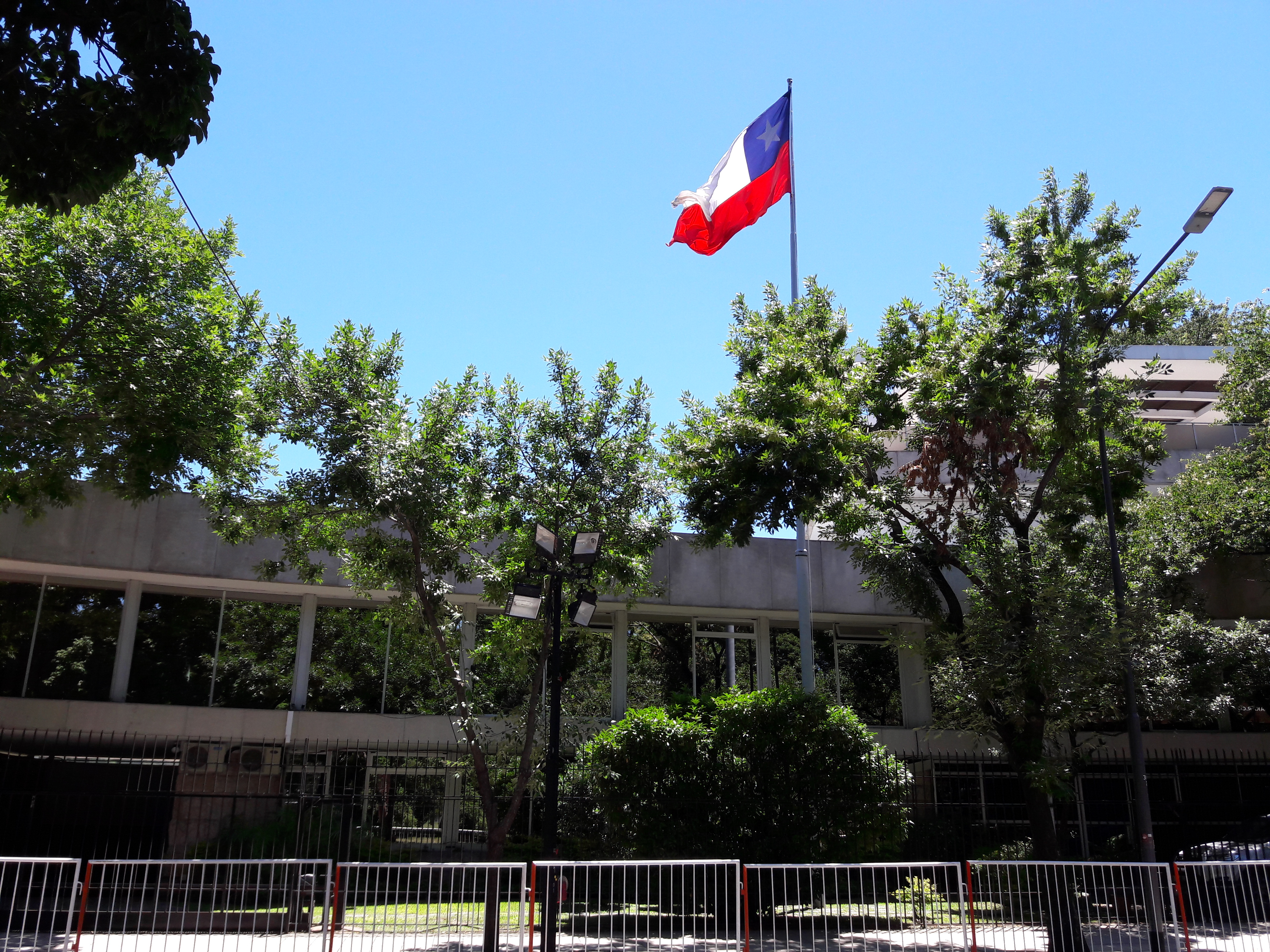
智利大使馆
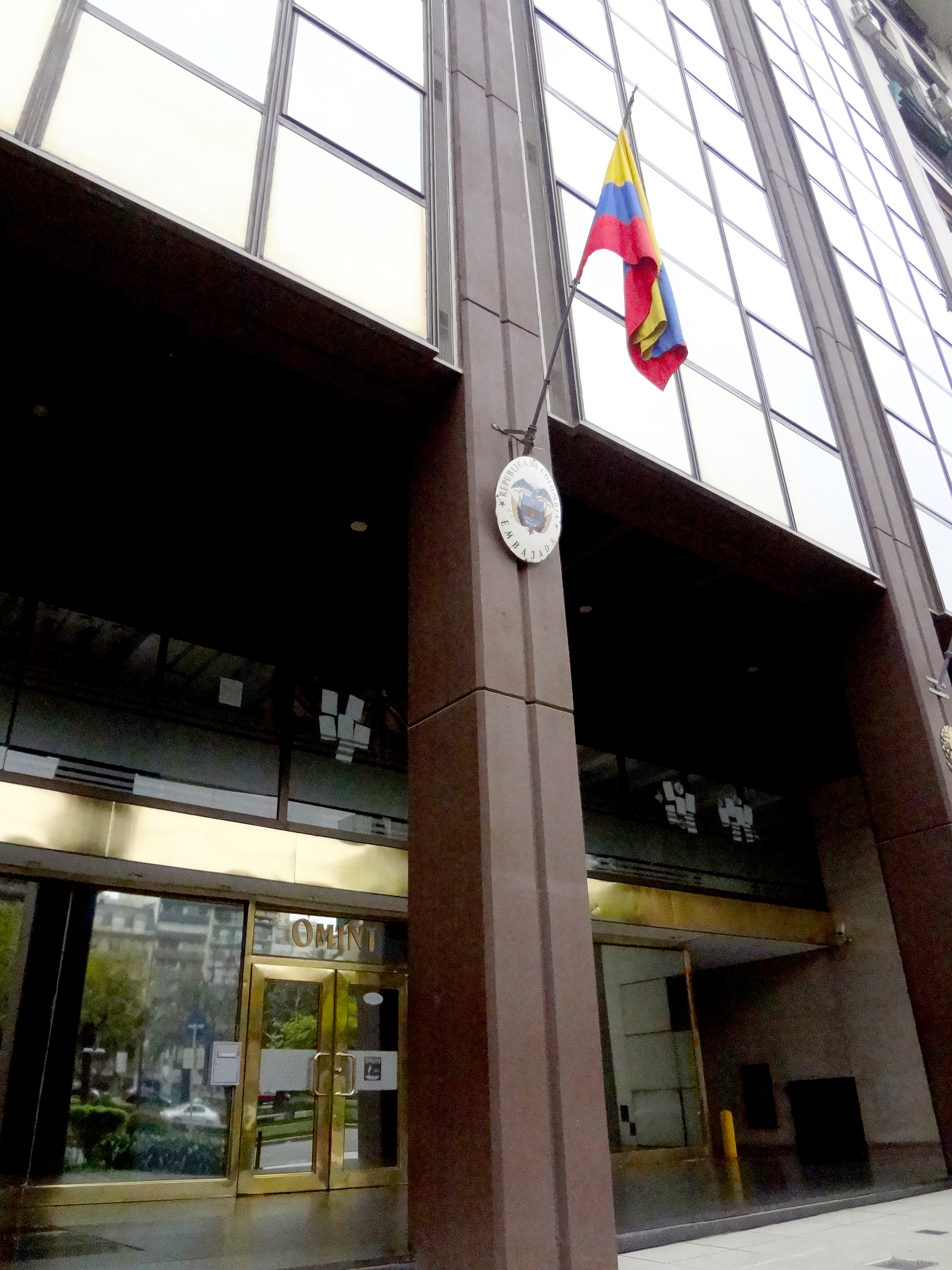
哥伦比亚大使馆
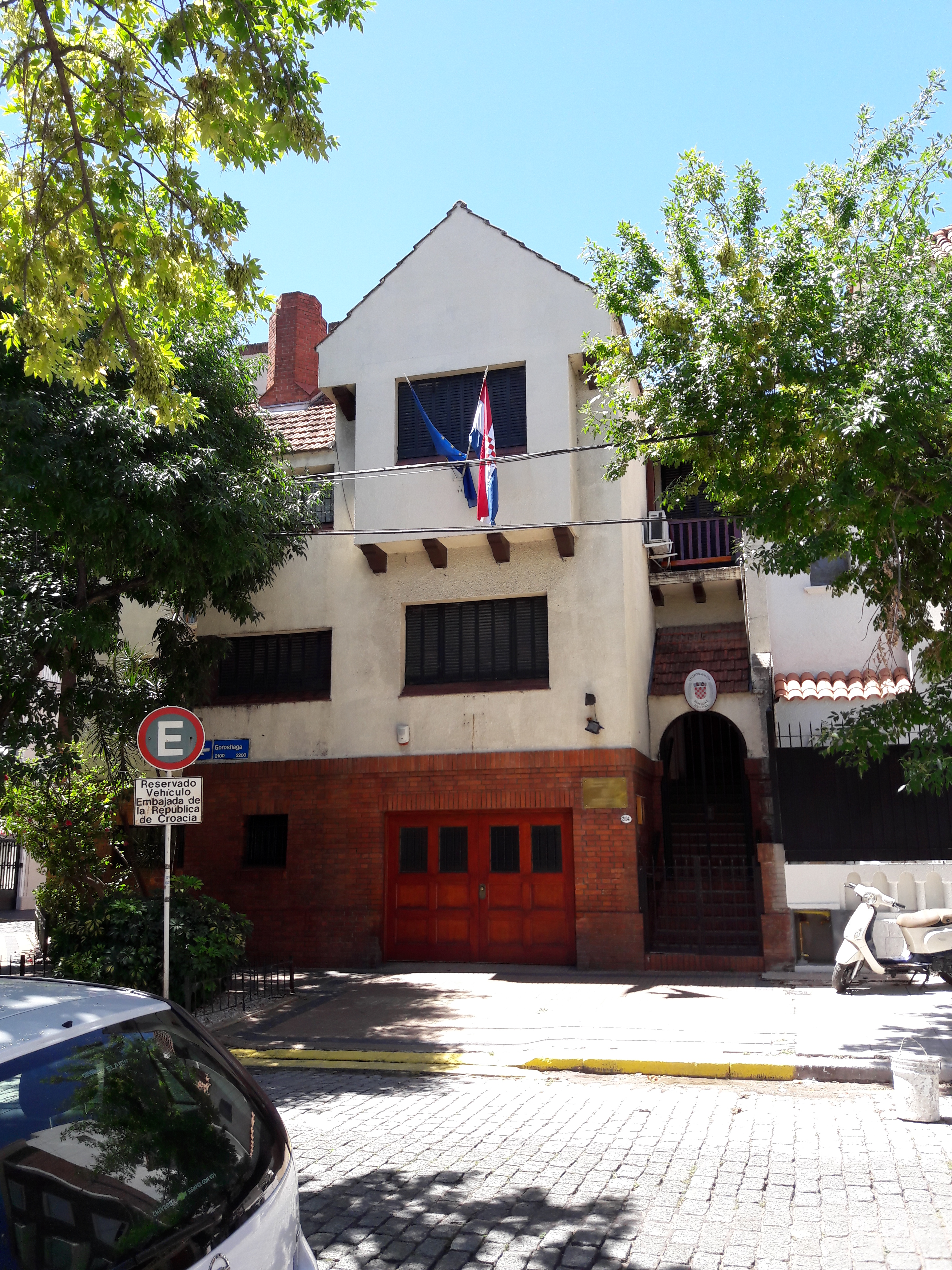
克罗地亚大使馆
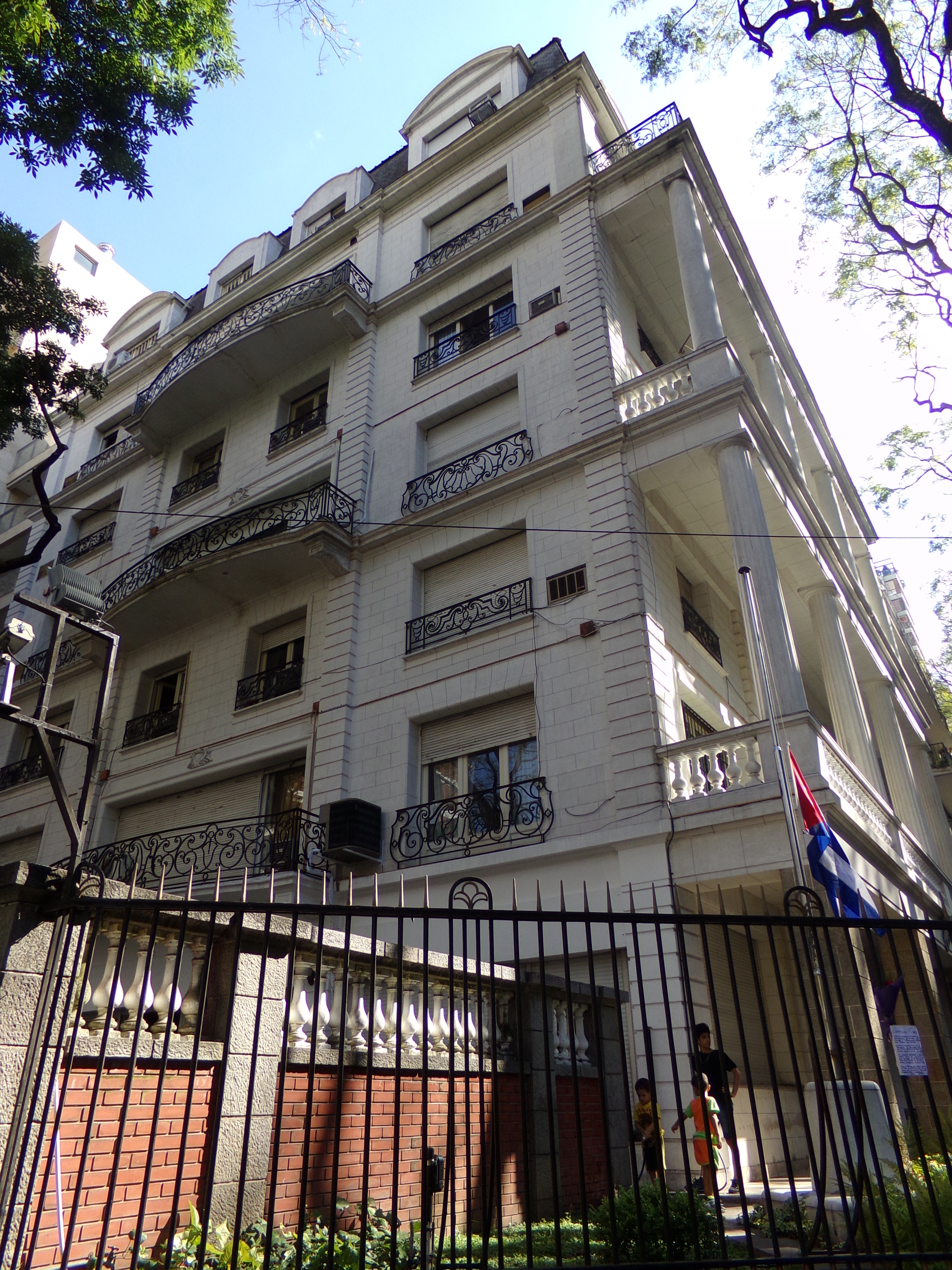
古巴大使馆
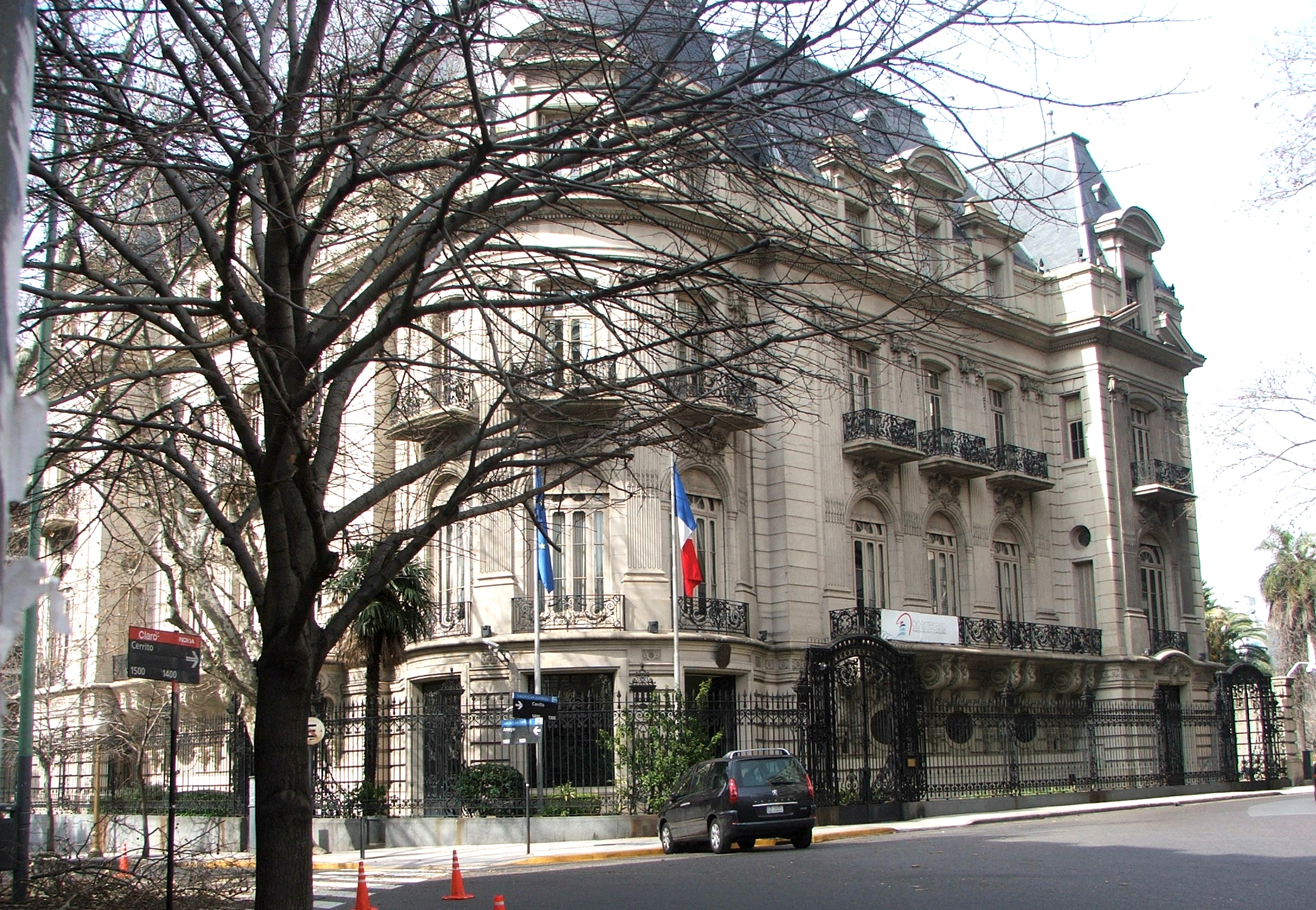
法国大使馆
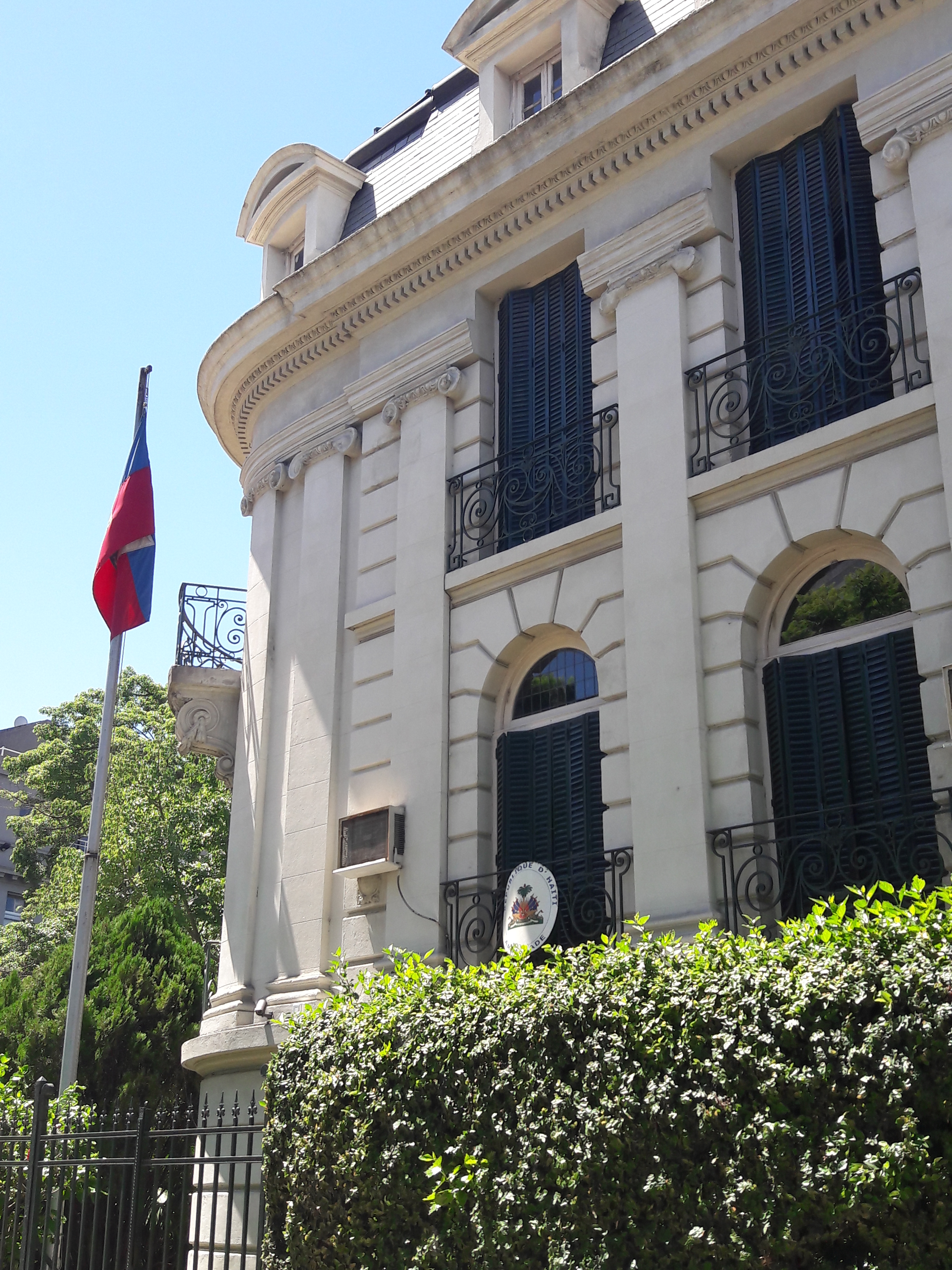
海地大使馆
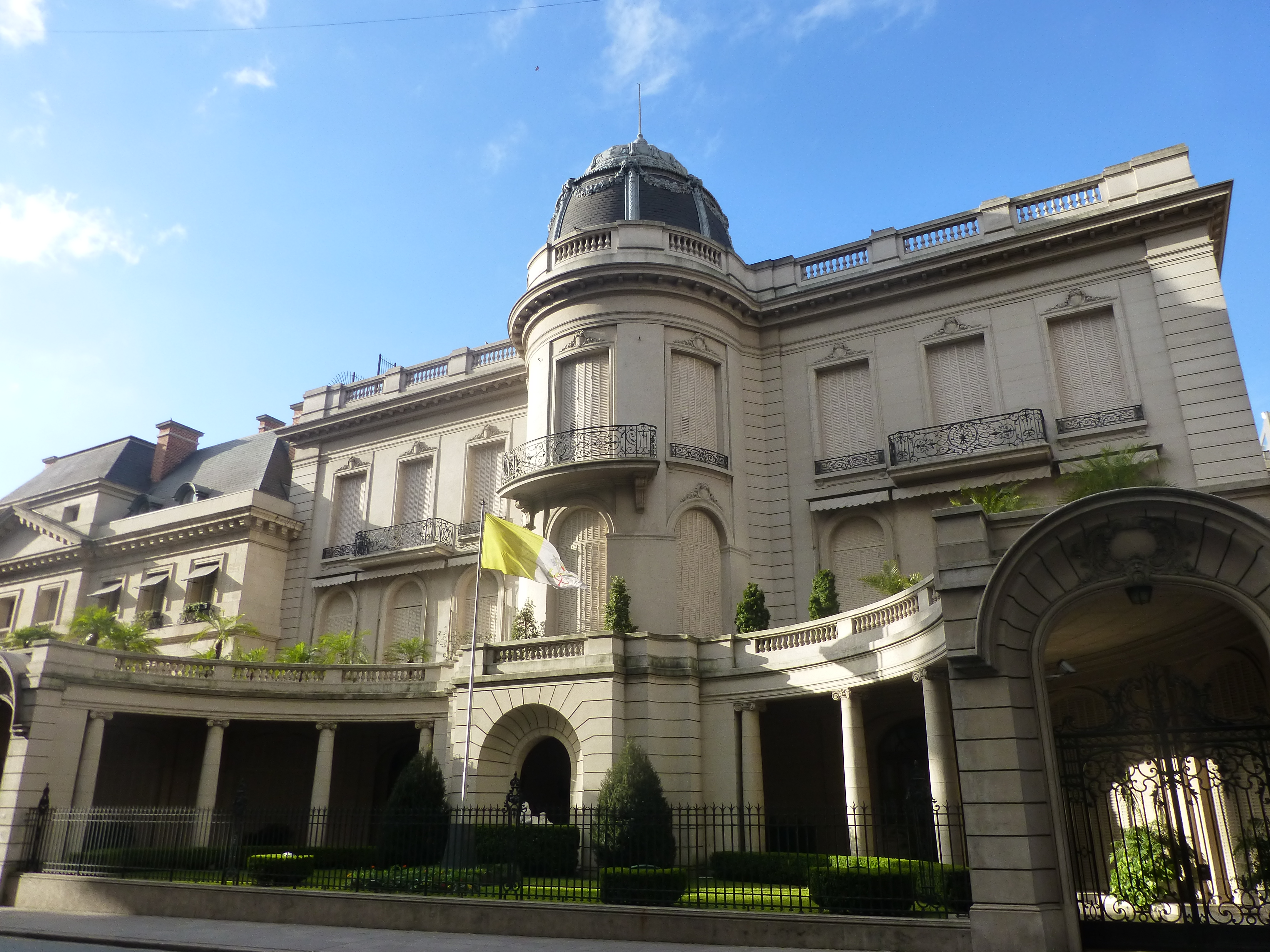
教廷大使馆
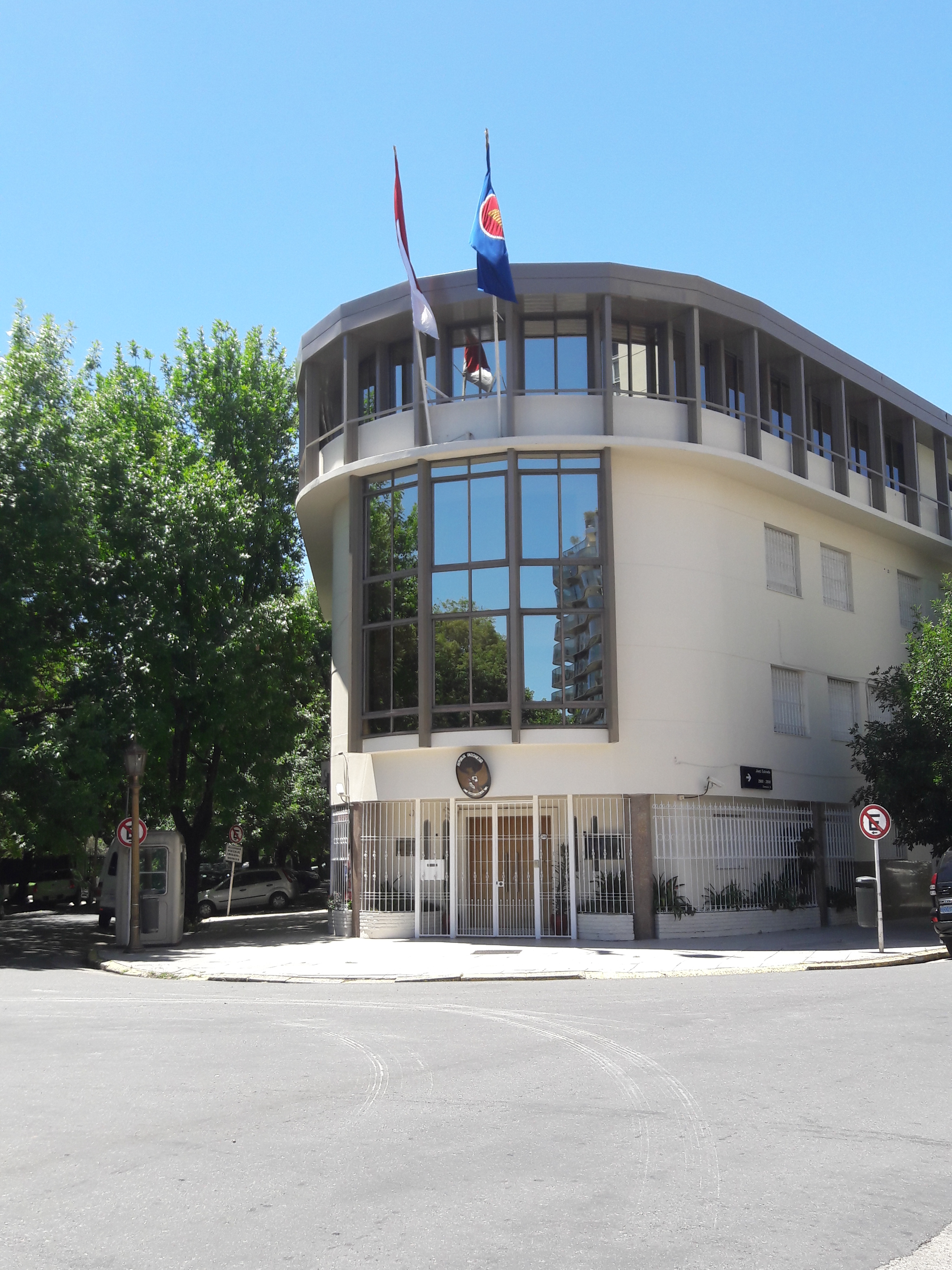
印度尼西亚大使馆
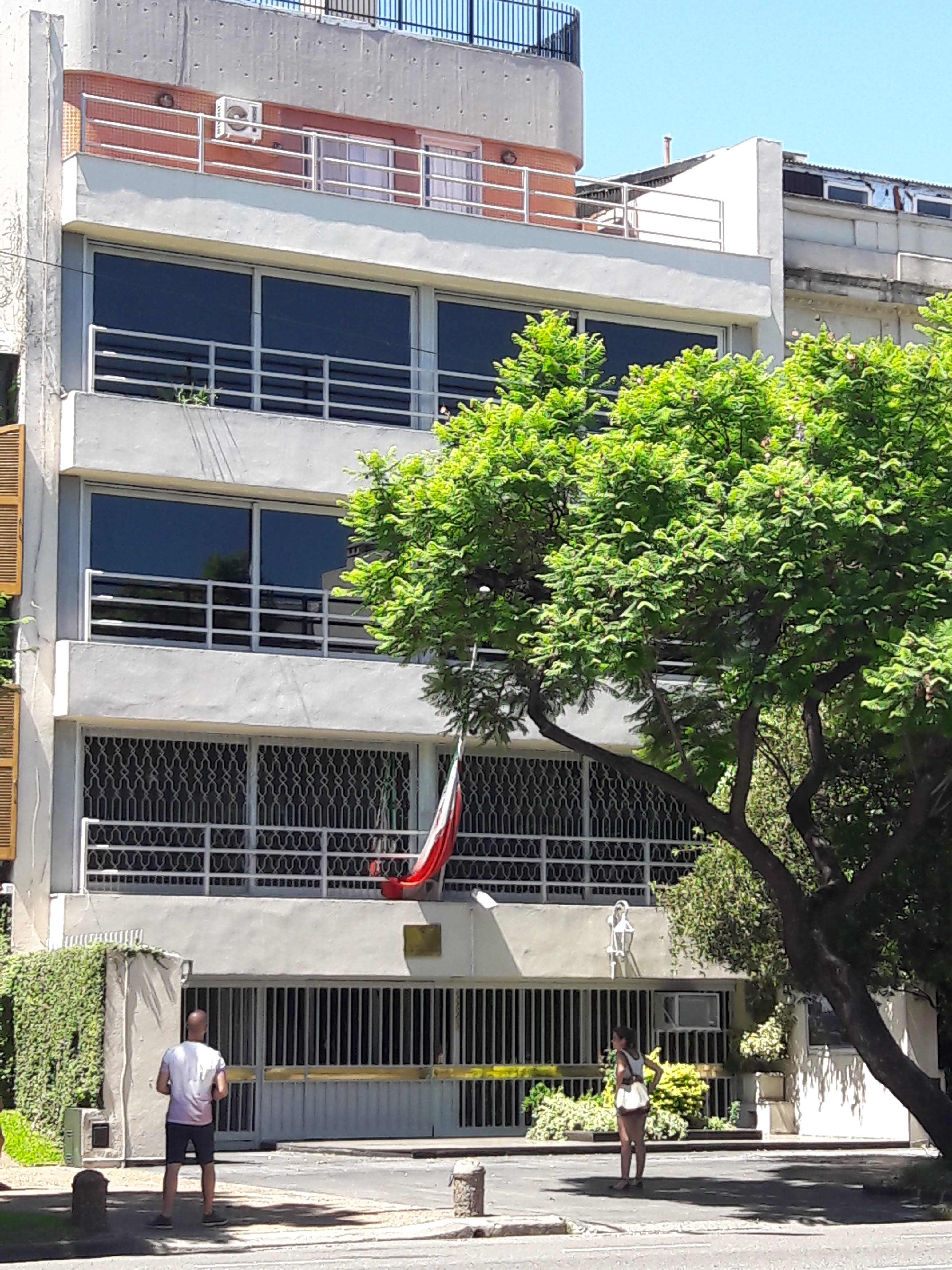
伊朗大使馆
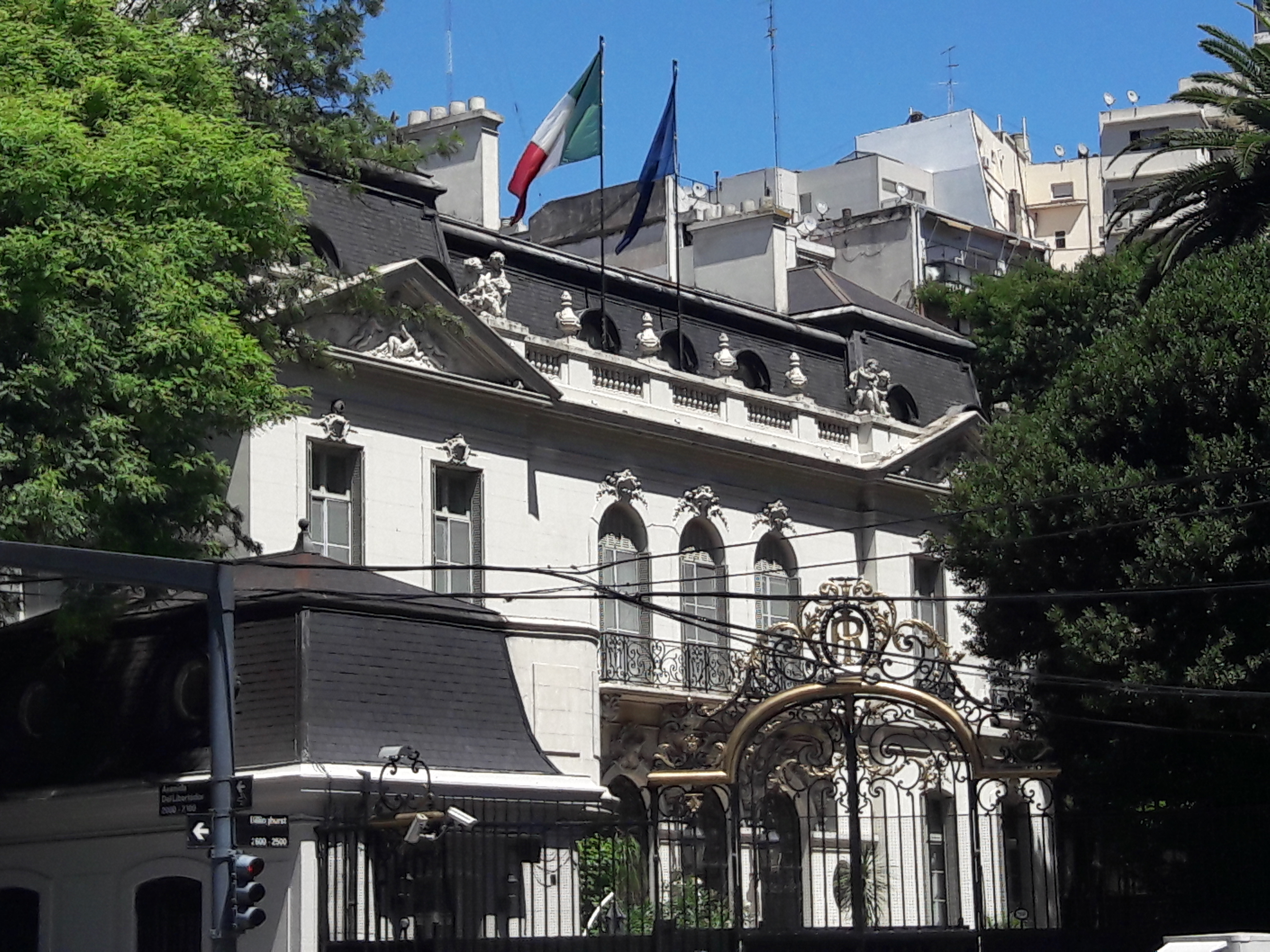
意大利大使馆
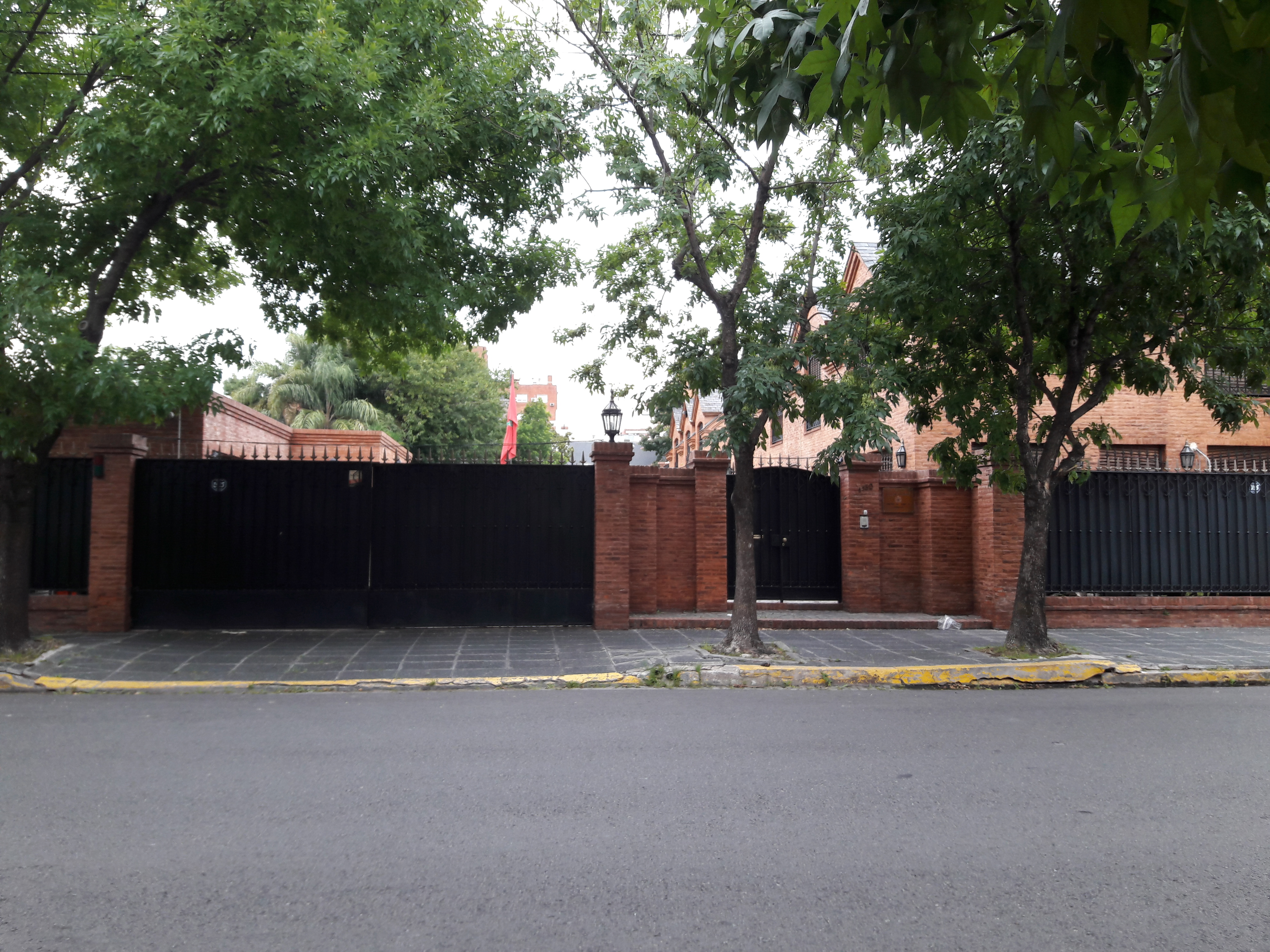
摩洛哥大使馆
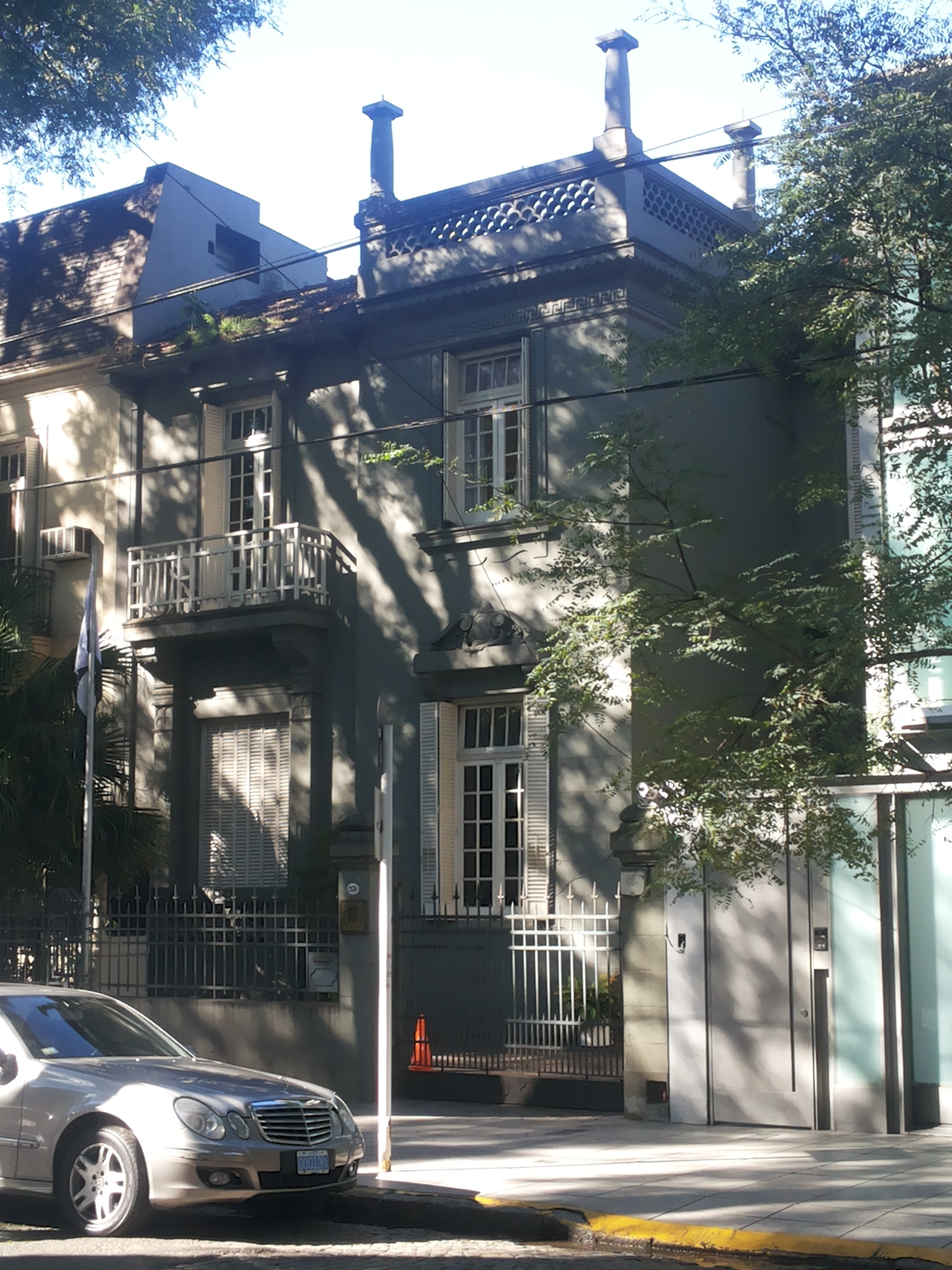
巴基斯坦大使馆
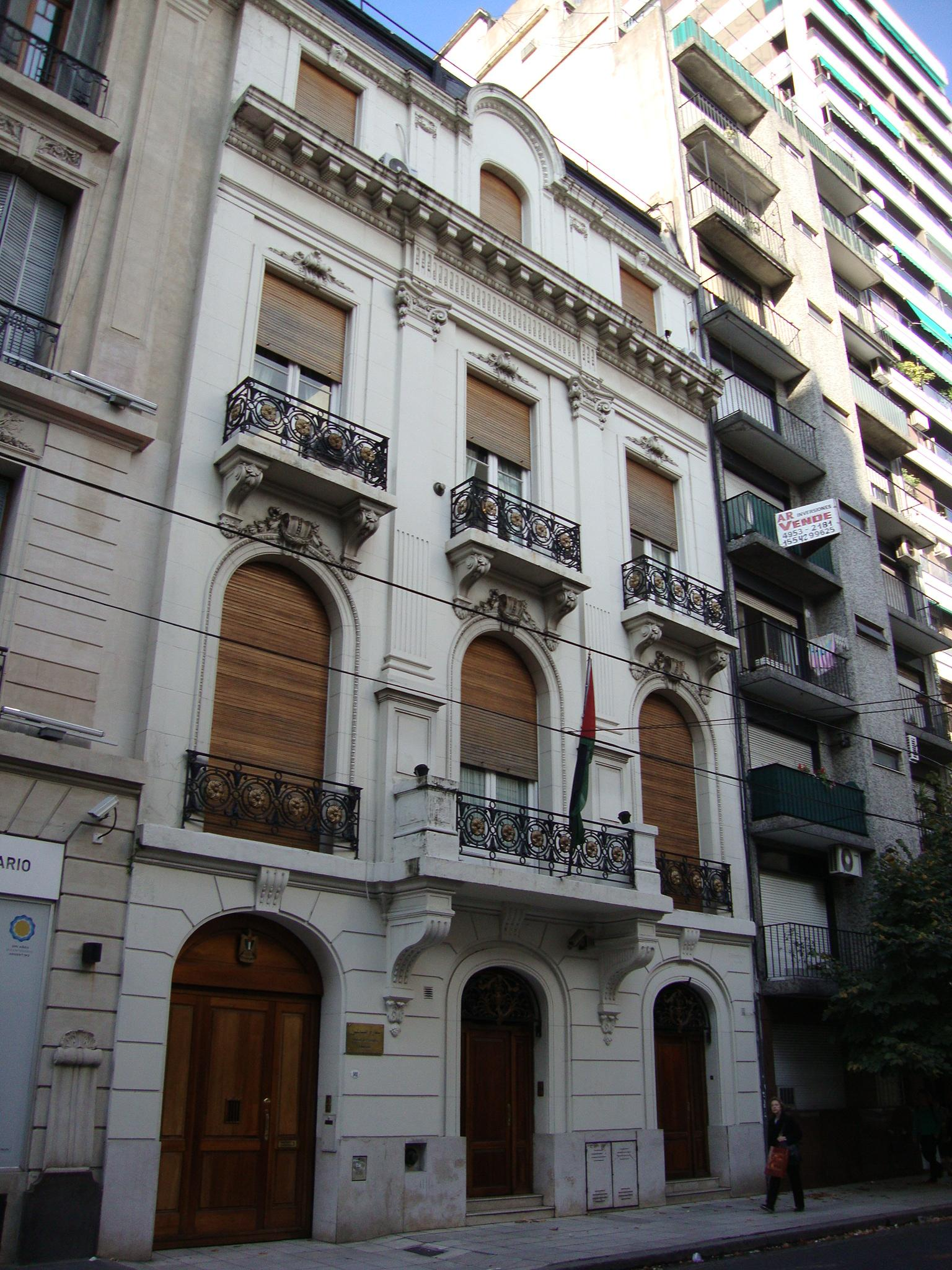
巴勒斯坦大使馆
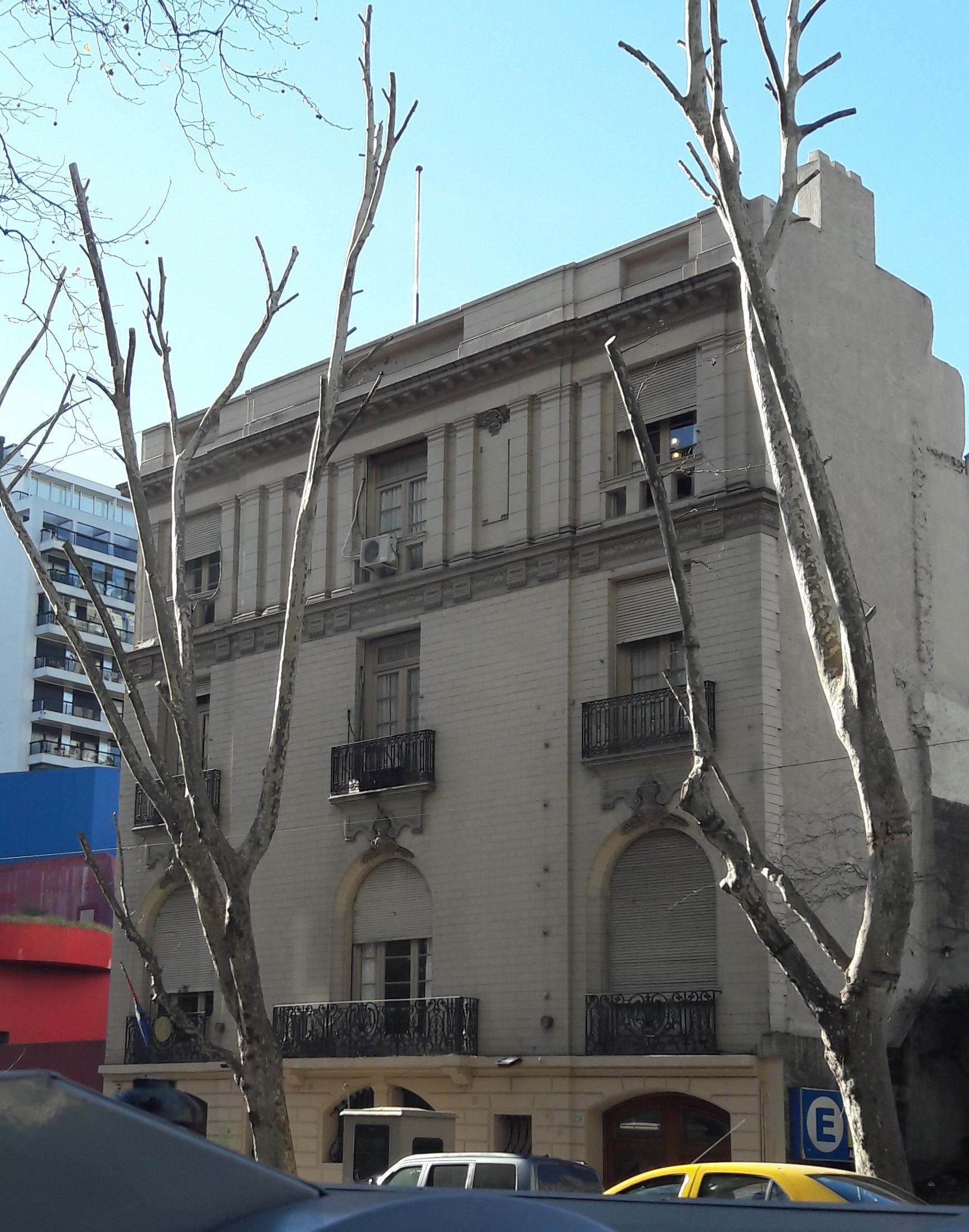
巴拉圭大使馆
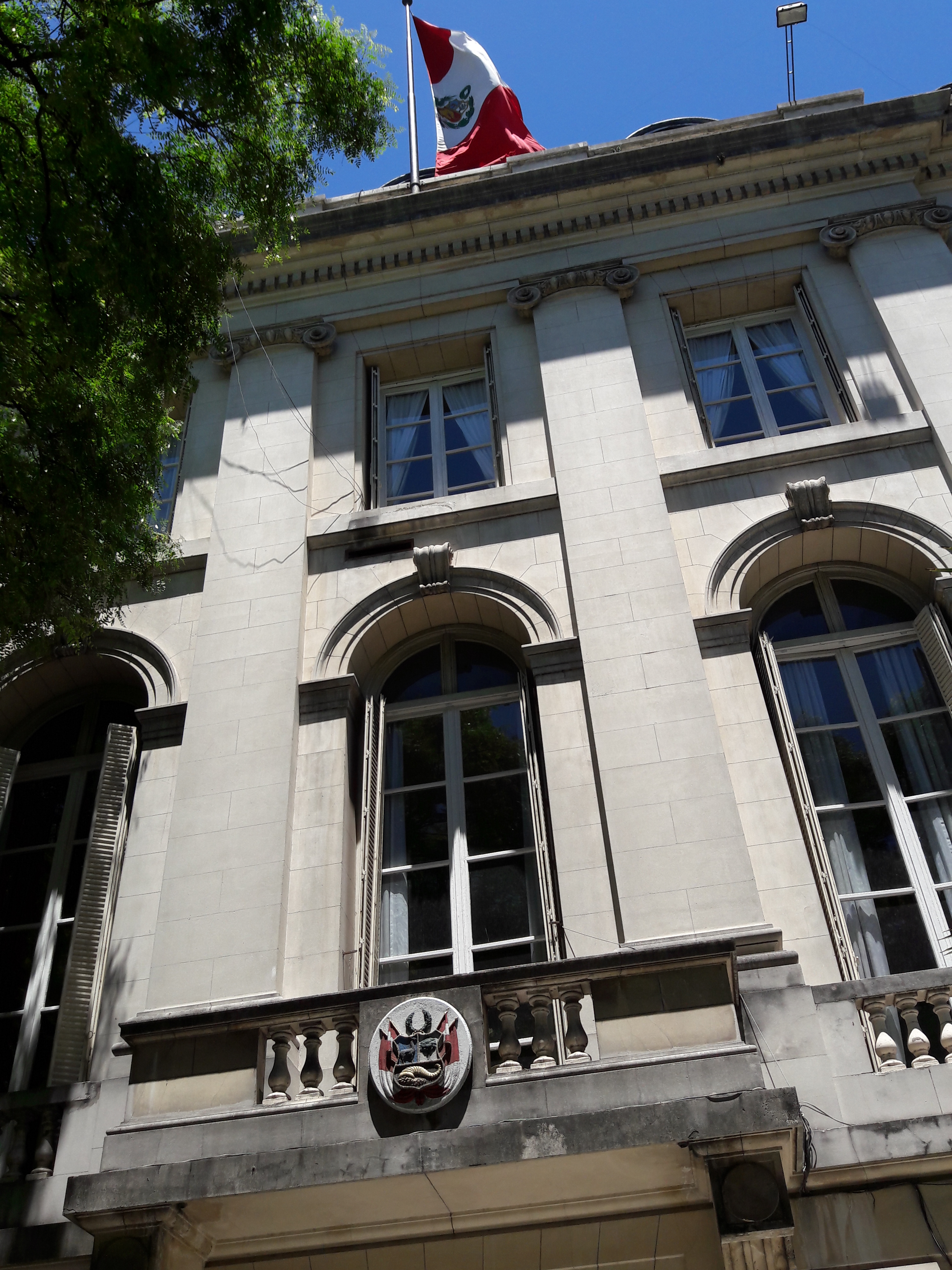
秘鲁大使馆
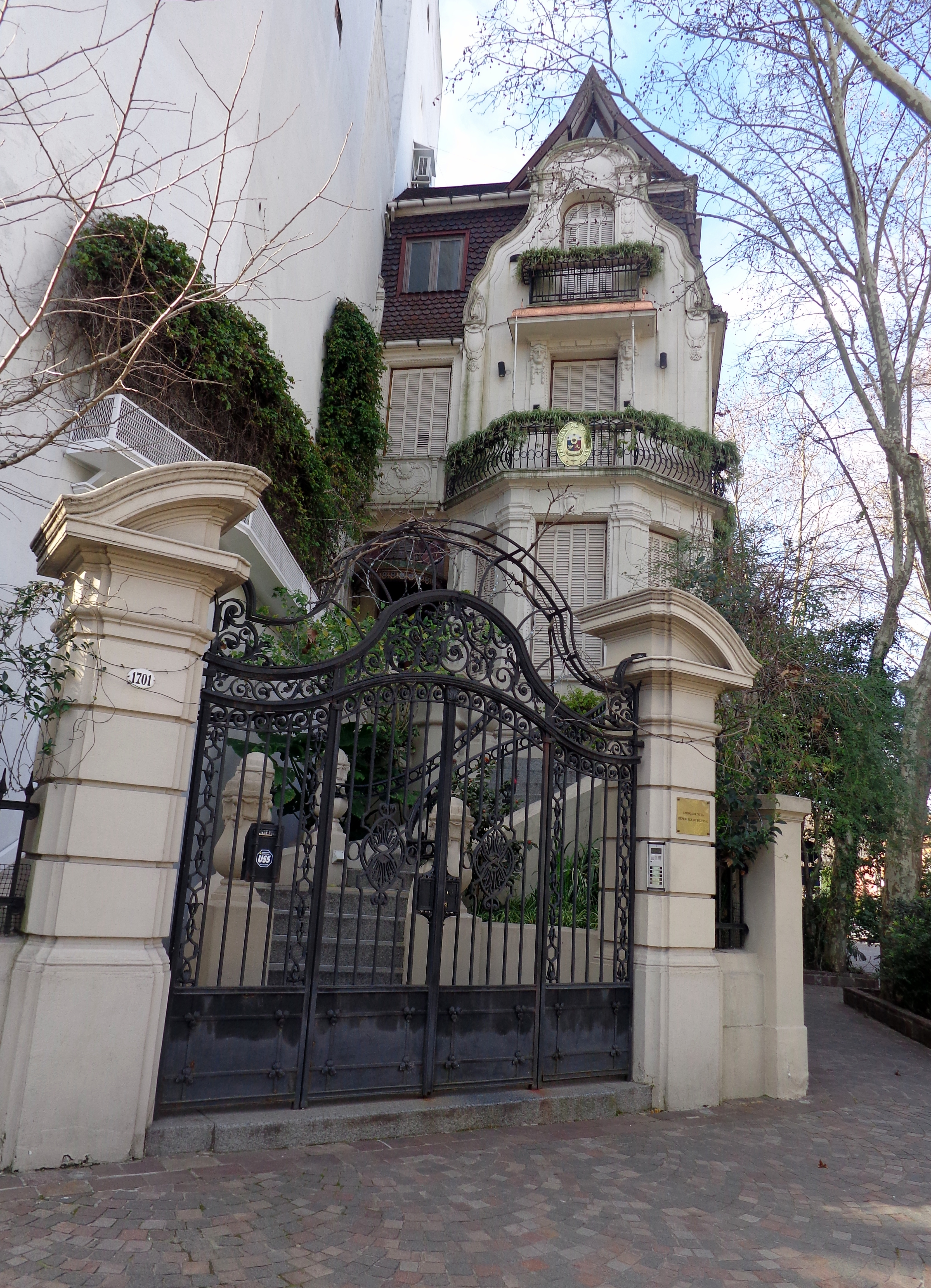
菲律宾大使馆
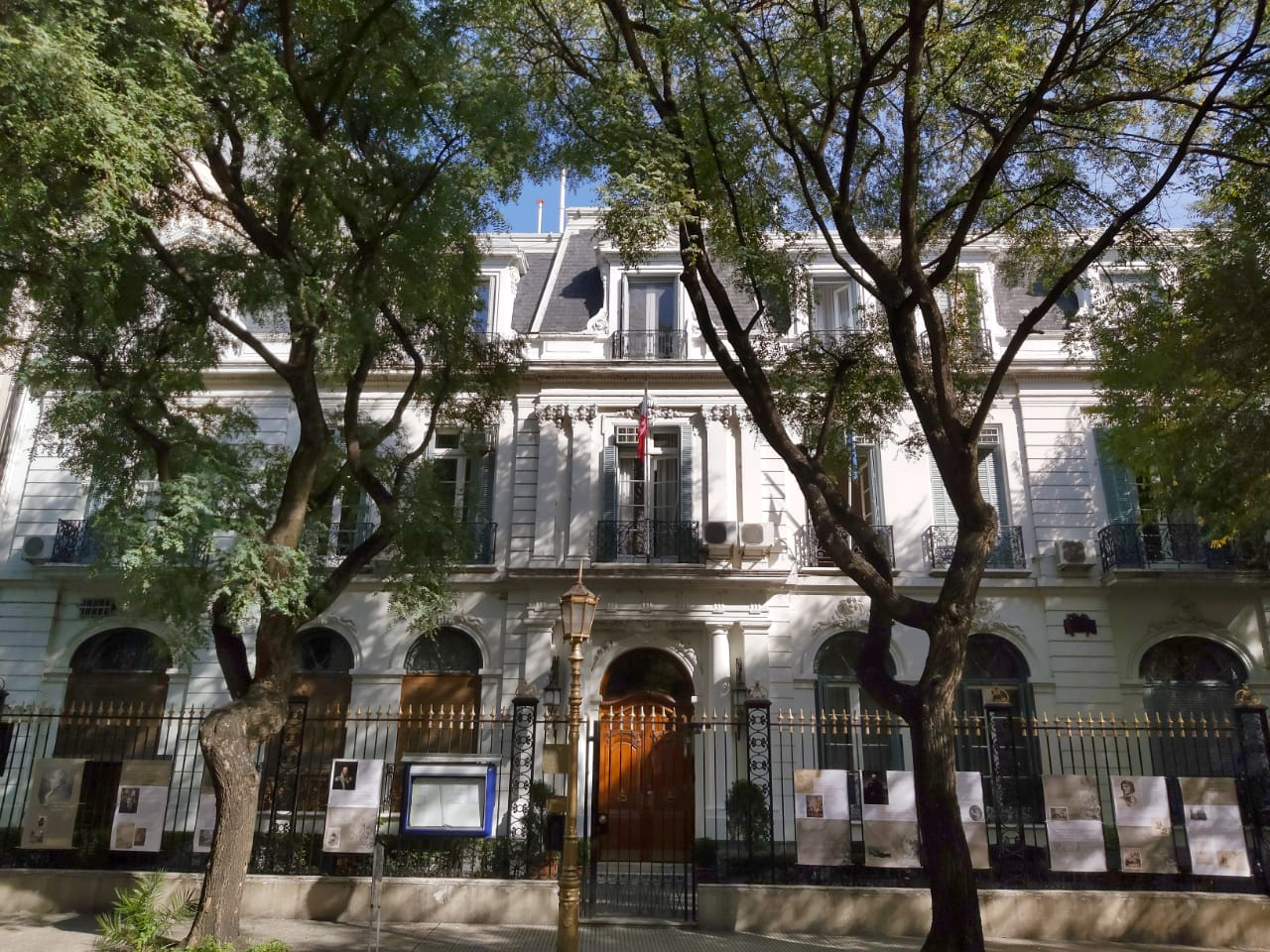
波兰大使馆
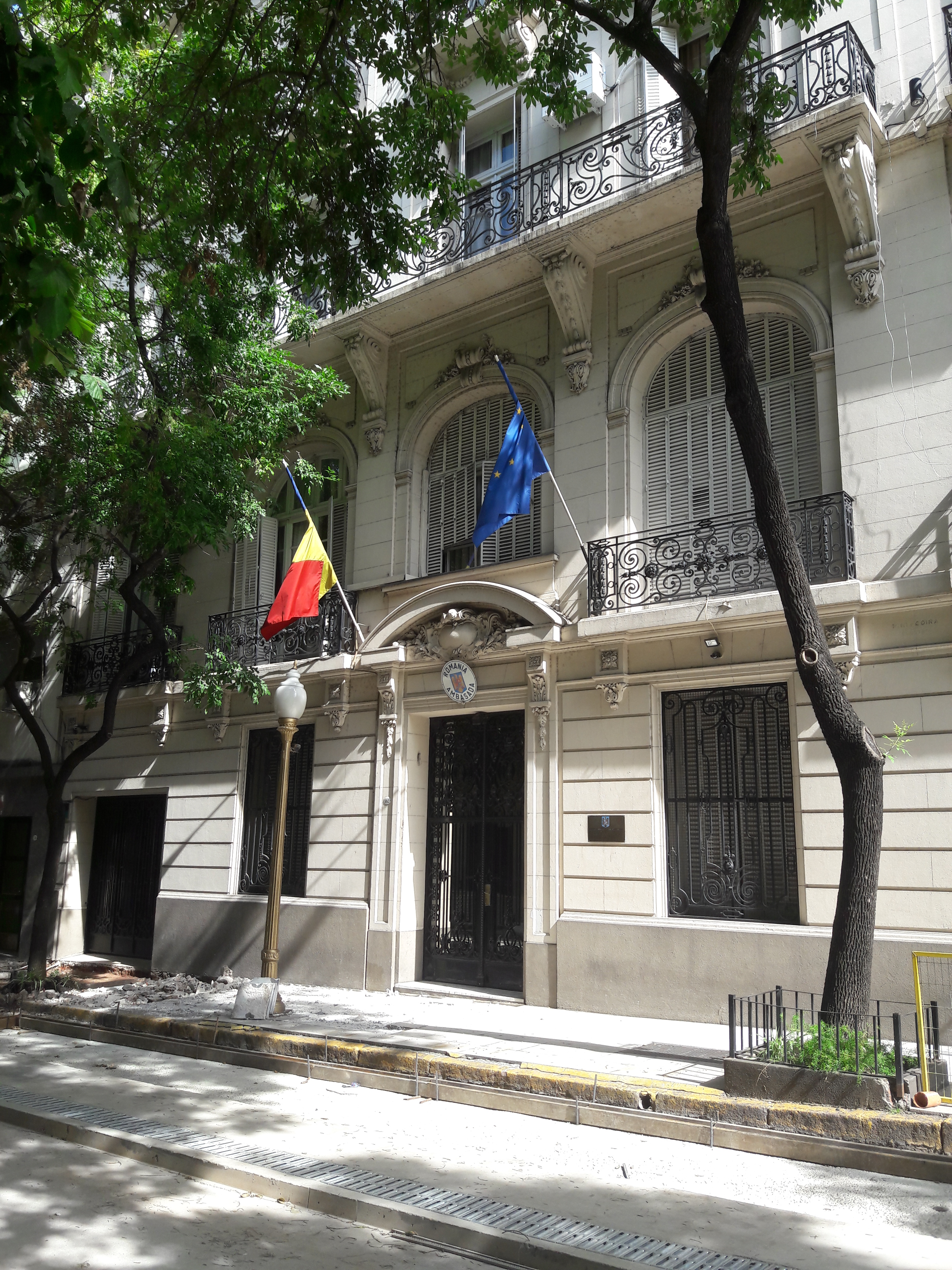
罗马尼亚大使馆
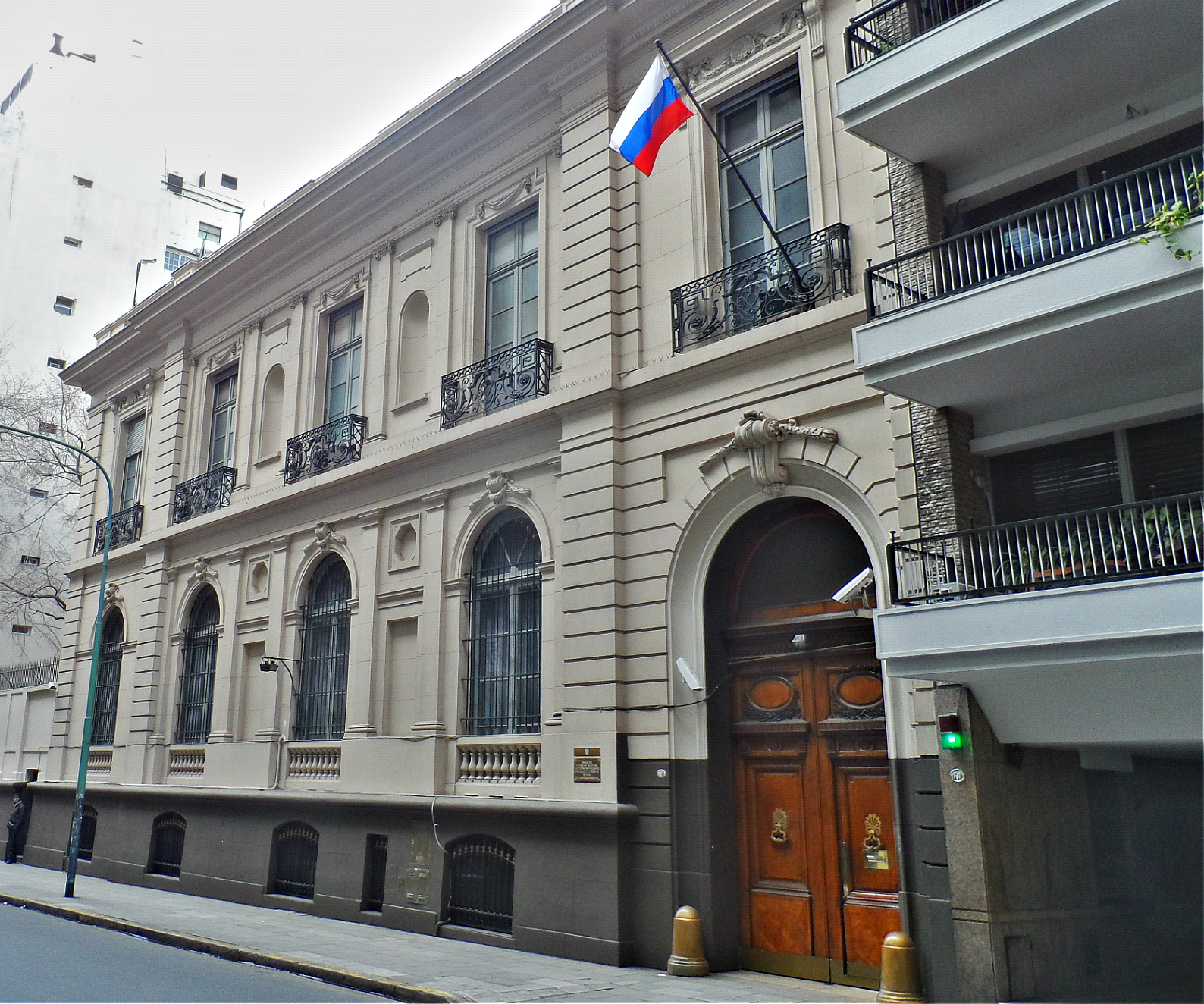
俄罗斯大使馆
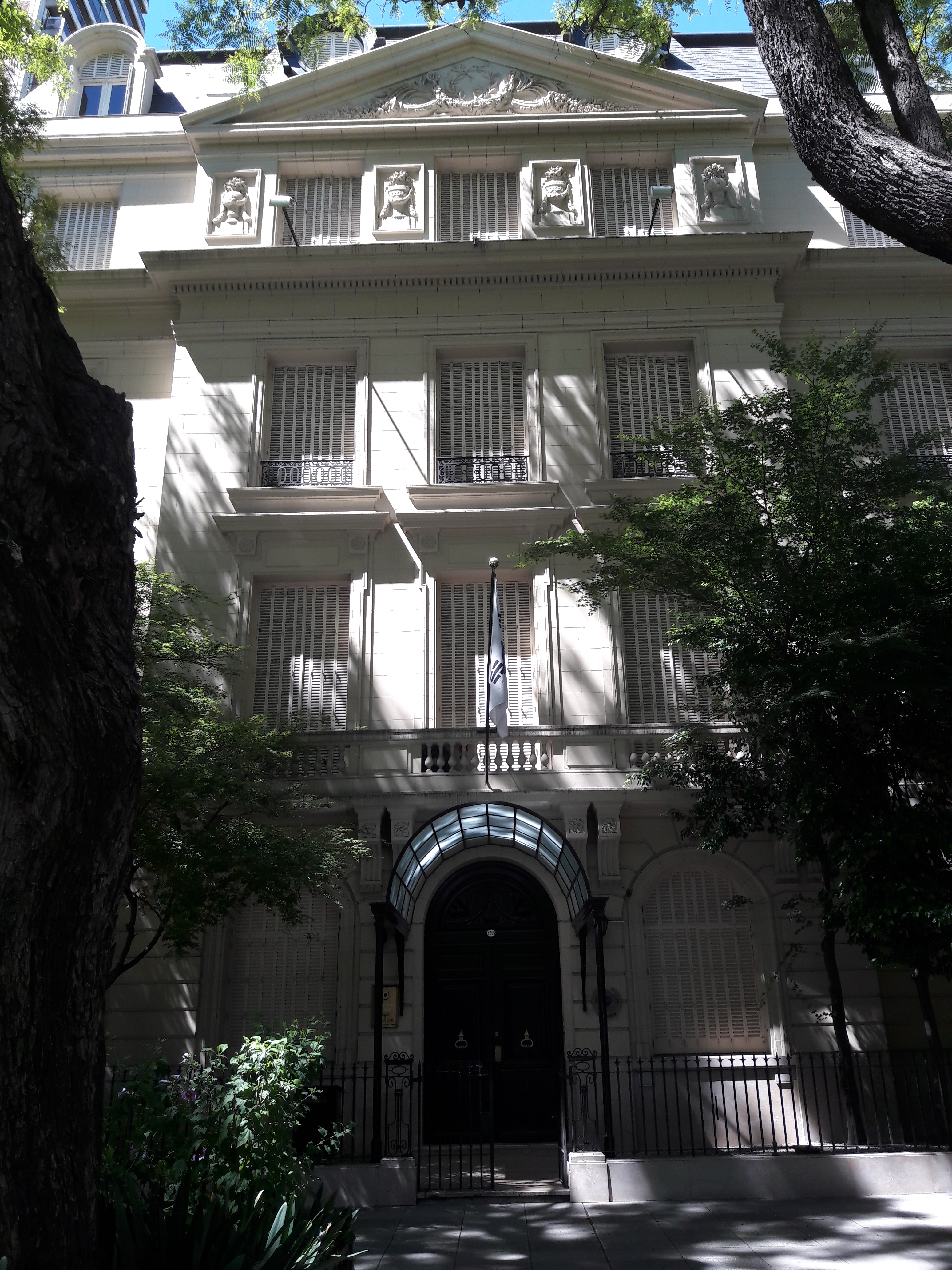
韩国大使馆
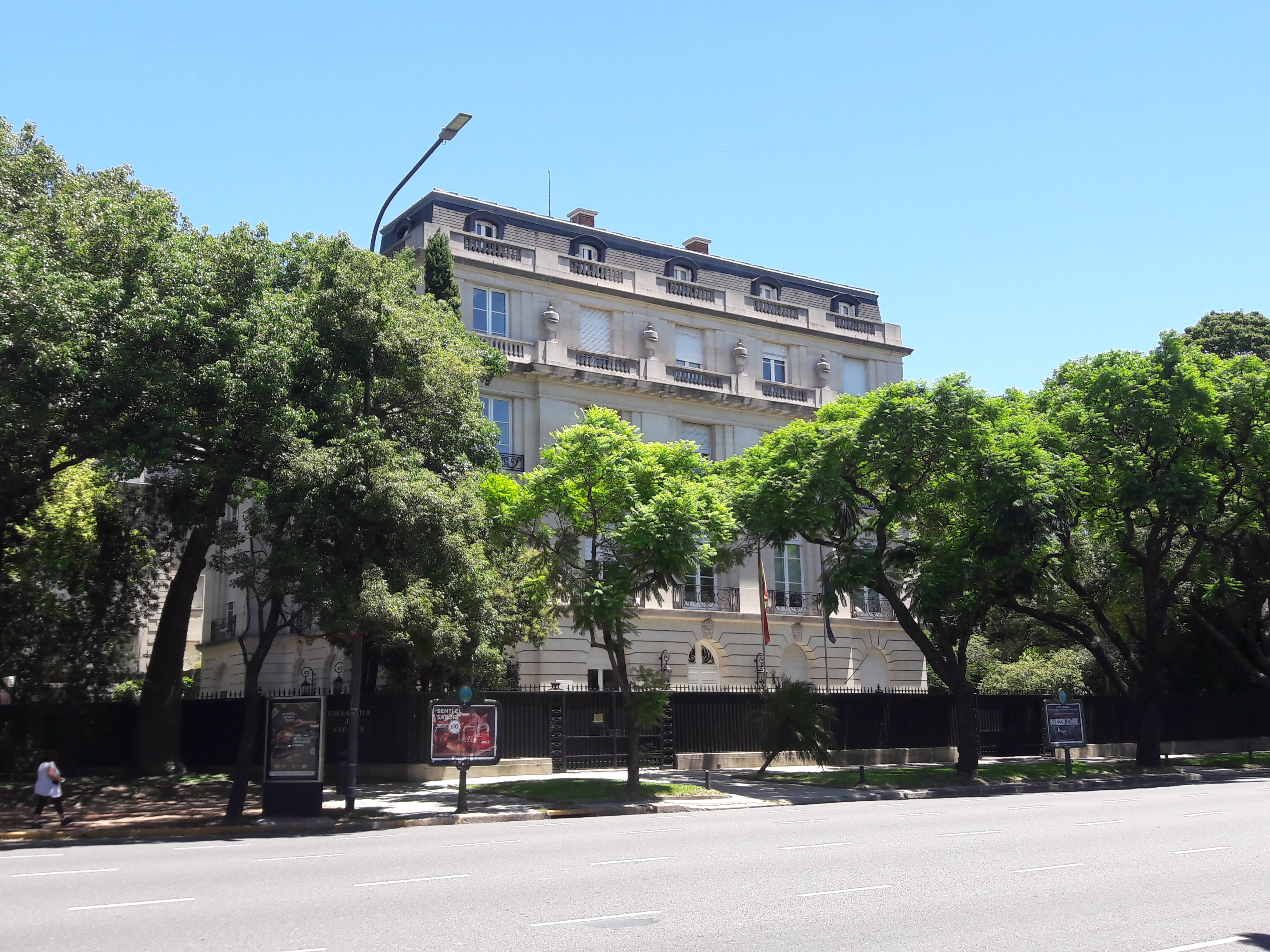
西班牙大使馆
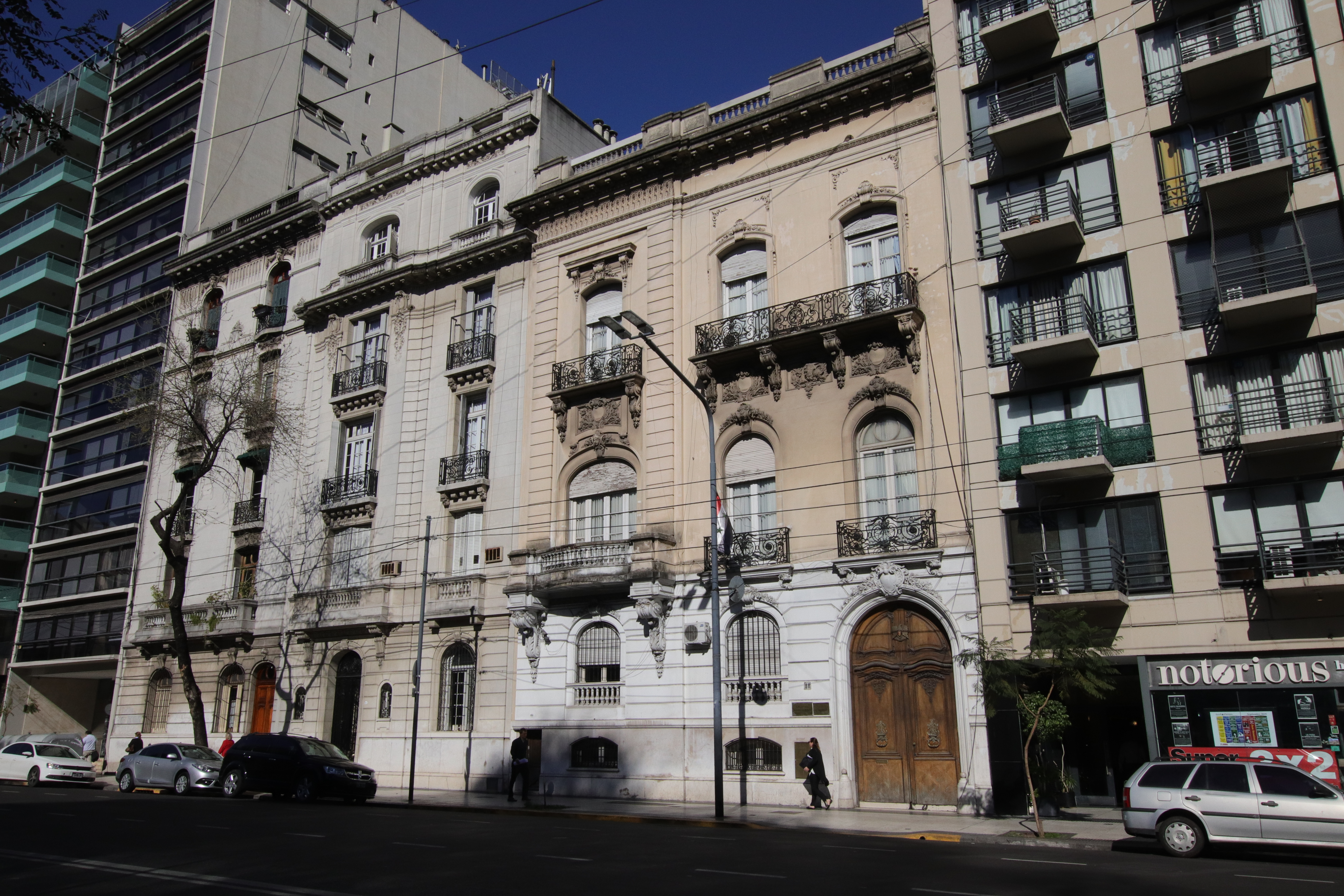
叙利亚大使馆
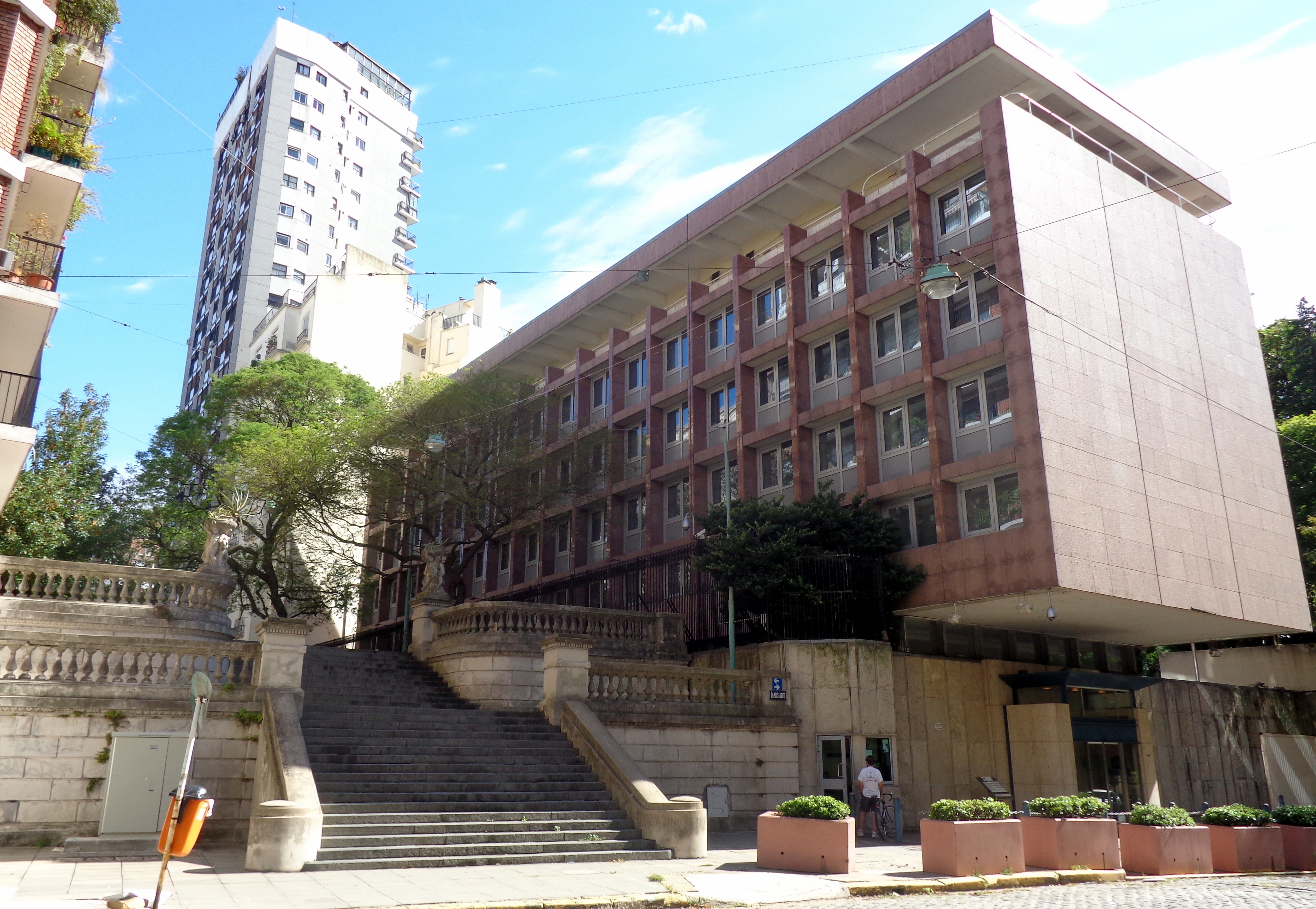
英国大使馆
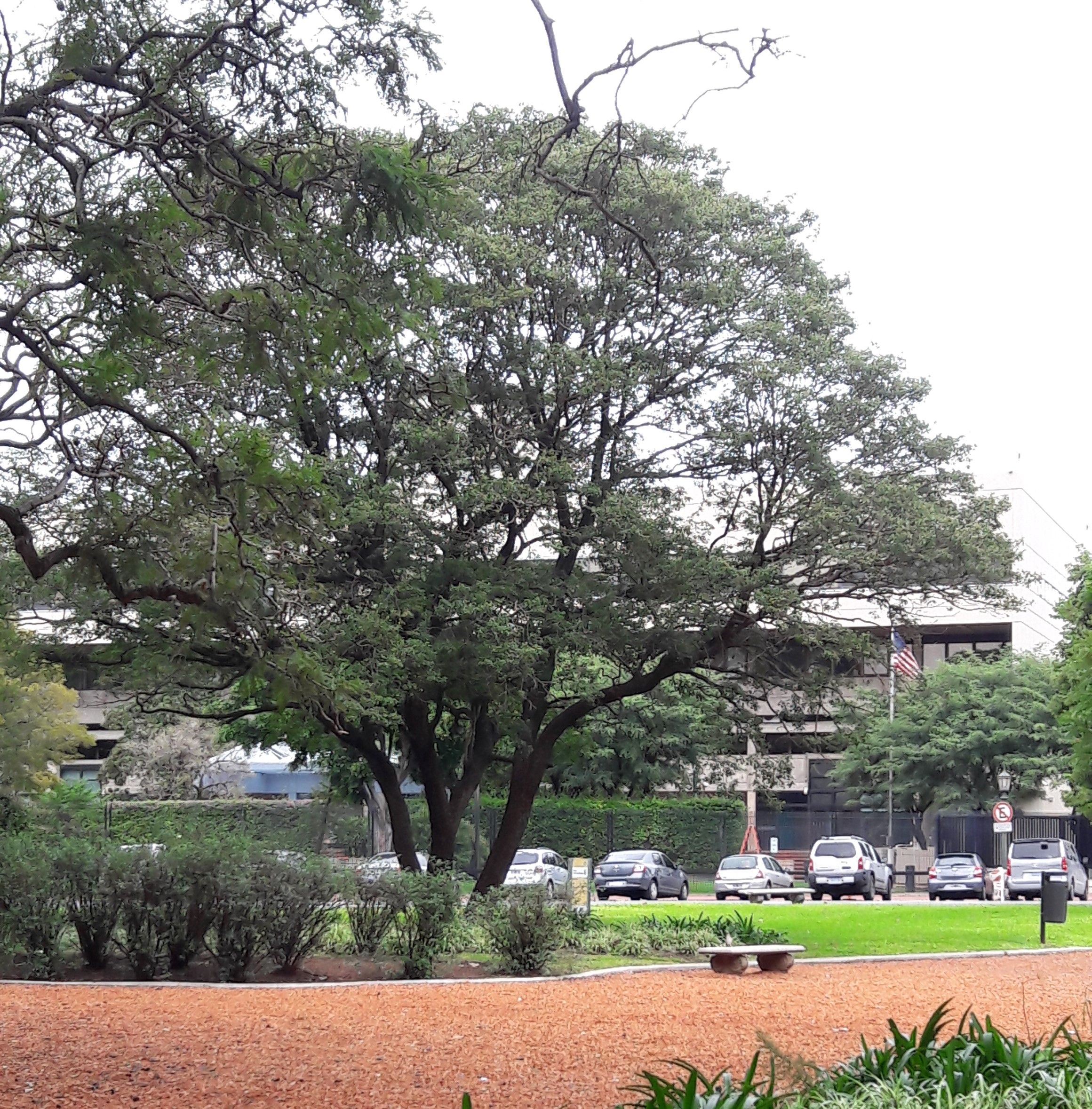
美国大使馆
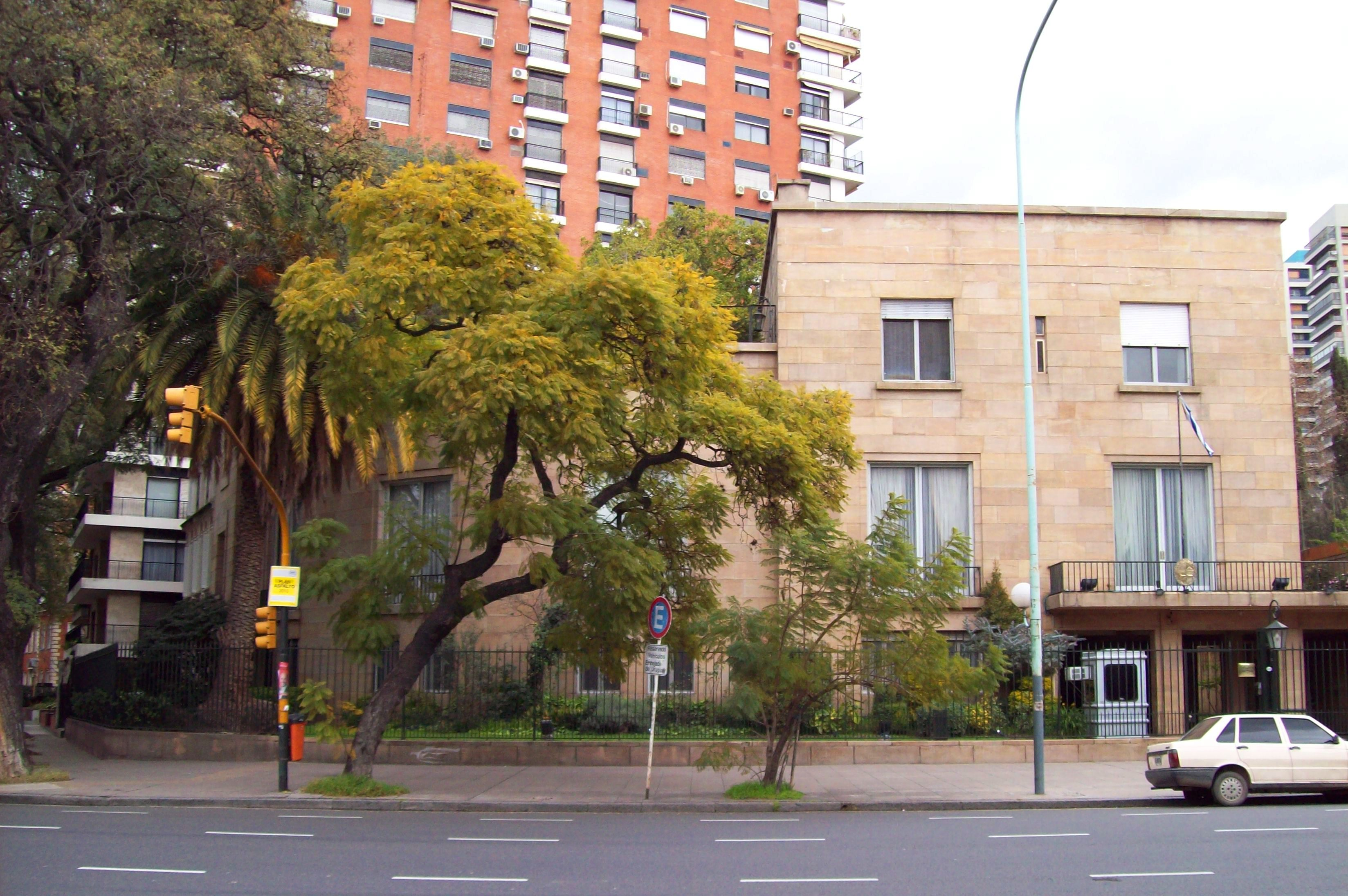
乌拉圭大使馆官邸
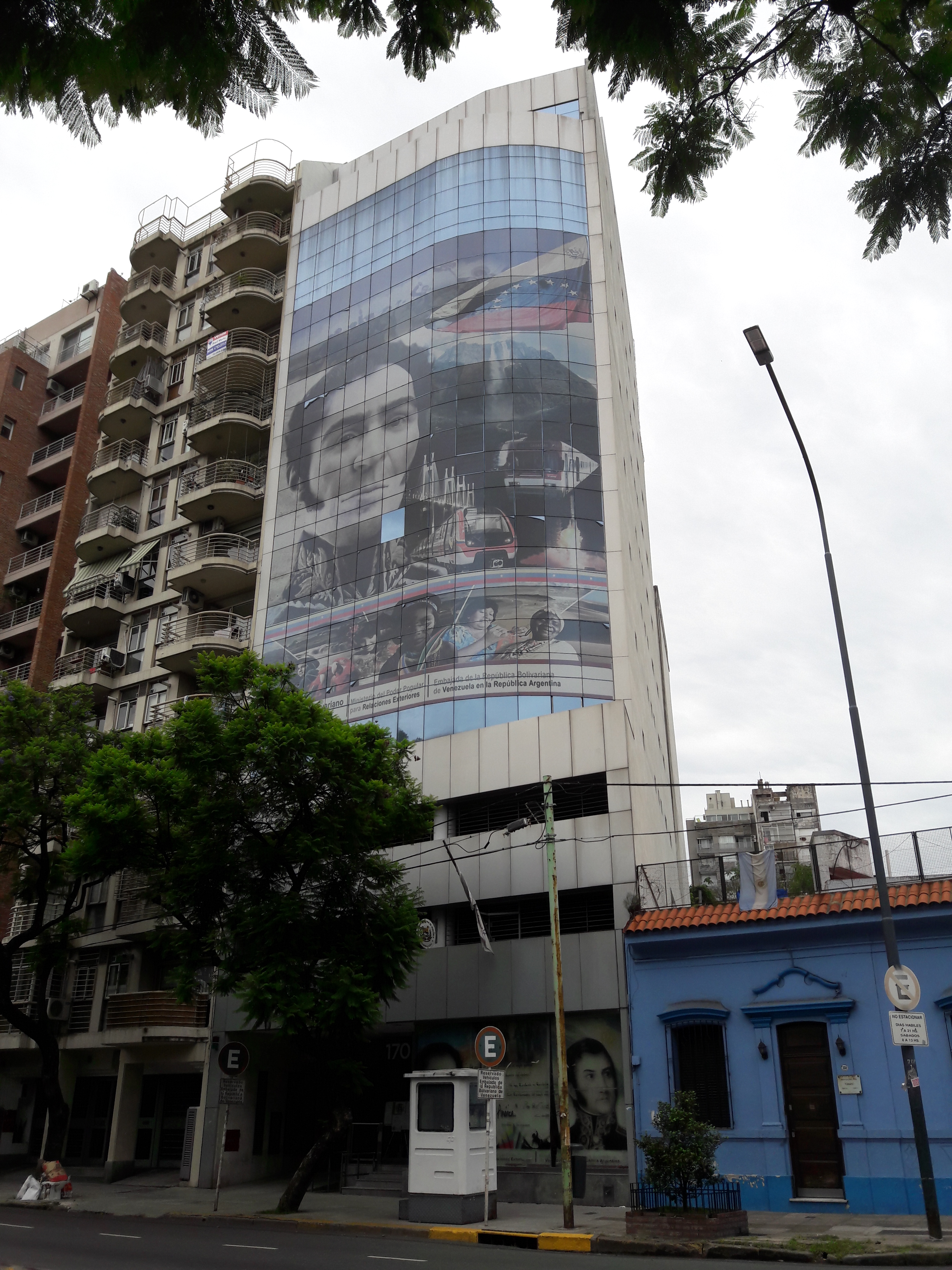
委内瑞拉大使馆

## 领事馆

### 驻布兰卡港
- 智利（领事馆）
- 義大利（总领事馆）
- 西班牙（总领事馆）

### 驻巴里洛切
- 智利（总领事馆）

### 驻克洛林達
- 巴拉圭（领事馆）[3]

### 驻里瓦达维亚海军准将城
- 智利（领事馆）

### 驻康科迪亚
- 乌拉圭（总领事馆）

### 驻科尔多瓦
- 玻利维亚（领事馆）
- 巴西（总领事馆）
- 智利（总领事馆）
- 義大利（总领事馆）
- 巴拉圭（领事馆）[3]
- 秘魯（总领事馆）[4]
- 西班牙（总领事馆）
- 乌拉圭（总领事馆）

### 驻科连特斯
- 巴拉圭（领事馆）

### 驻福爾摩沙
- 巴拉圭（领事馆）[3]

### 驻瓜萊瓜伊丘
- 乌拉圭（领事馆）

### 驻胡胡伊
- 玻利维亚（领事馆）

### 驻拉普拉塔
- 義大利（总领事馆）
- 巴拉圭（领事馆）[3]
- 秘魯（总领事馆）[5]

### 驻拉基亞卡
- 玻利维亚（领事馆）

### 驻洛马斯-德萨莫拉
- 義大利（领事馆）

### 驻马德普拉塔
- 智利（领事馆）
- 義大利（领事馆）

### 驻门多萨
- 玻利维亚（领事馆）
- 巴西（总领事馆）
- 智利（总领事馆）
- 義大利（领事馆）
- 巴拉圭（领事馆）[3]
- 秘魯（总领事馆）[6]
- 西班牙（总领事馆）

### 驻莫龙
- 義大利（领事馆）

### 驻内乌肯
- 智利（总领事馆）

### 驻奥兰
- 玻利维亚（领事馆）

### 驻帕索-德洛斯利夫雷斯
- 巴西（领事馆）[7]

### 驻波西托縣
- 玻利维亚（领事馆）

### 驻波萨达斯
- 巴拉圭（领事馆）[3]

### 驻伊瓜蘇港
- 巴西（领事馆）[7]
- 巴拉圭（领事馆）[3]

### 驻雷西斯滕西亚
- 巴拉圭（领事馆）[3]

### 驻里奥加耶戈斯
- 智利（总领事馆）

### 驻里奧格蘭德
- 智利（领事馆）

### 驻罗萨里奥
- 玻利维亚（领事馆）
- 智利（总领事馆）
- 義大利（总领事馆）
- 巴拉圭（领事馆）[3]
- 西班牙（总领事馆）
- 乌拉圭（总领事馆）

### 驻萨尔塔
- 玻利维亚（领事馆）
- 智利（总领事馆）
- 巴拉圭（领事馆）[3]

### 驻聖胡斯托
- 巴拉圭（领事馆）[3]

### 驻乌斯怀亚
- 智利（领事馆）

### 驻別德馬
- 玻利维亚（领事馆）

## 非常任大使馆

### 位于巴西巴西利亚
- [8]
- [9][10]
- 喀麦隆

- 衣索比亞
- [11]
- 马拉维
- 莫桑比克[12]
- 尼泊尔
- 阿曼[13]
- 斯里蘭卡
- 坦桑尼亚[14]

### 位于美国华盛顿特区
- 阿富汗
- 賴索托
- 马达加斯加[15]
- 卢旺达[16]

### 位于其他城市
- （渥太華）[17]
- 柬埔寨（纽约）[18]
- 立陶宛（马德里）
- 馬爾他（瓦莱塔）

## 已关闭的使馆
| 驻地城市       | 派出国 | 外交等级 | 关闭年份 | 参考          |
| -------------- | ------ | -------- | -------- | ------------- |
| 布宜诺斯艾利斯 | 伊拉克 | 大使馆   | 1993年   | [ 19 ] [ 20 ] |
| 布宜诺斯艾利斯 |        | 大使馆   | 2007年   | [ 21 ]        |
| 布宜诺斯艾利斯 | 立陶宛 | 大使馆   | 2012年   | [ 22 ]        |
| 巴拉那         | 乌拉圭 | 总领事馆 | 2020年   | [ 23 ]        |